# Gare de Paris-Saint-Lazare
Pour les articles homonymes, voir Saint-Lazare.
La gare de Paris-Saint-Lazare, dite aussi gare Saint-Lazare, est l'une des six grandes gares terminus du réseau de la Société nationale des chemins de fer français (SNCF) à Paris. Située dans le quartier de l'Europe du 8e arrondissement, elle est l'une des anciennes têtes de ligne du réseau Ouest-État.
Elle est la première gare édifiée en Île-de-France dès 1837 et affectée principalement depuis au trafic de banlieue. C'est la troisième gare de France par son trafic, avec environ 103,5 millions de voyageurs en 2023. Elle perd sa première place à la suite de la mise en service du RER A qui détourne une partie du trafic en provenance de la banlieue ouest. Elle dessert également la Normandie par deux lignes principales.
Après une première inscription par arrêté du 14 décembre 1979, la gare fait l'objet d'une inscription au titre des monuments historiques depuis le 28 décembre 1984. Cette protection concerne les façades et toitures de la gare, ainsi que la salle des pas-perdus et le hall d'embarquement ; les façades et toitures donnant sur la rue de Rome ; les façades et toitures de l'ancien hôtel Terminus Saint-Lazare, devenu l'hôtel Hilton Paris Opéra, avec le vestibule et le grand salon d'entrée et leur décor intérieur.

## Situation ferroviaire
La gare de Paris-Saint-Lazare est établie dans le 8e arrondissement de Paris, à trente-deux mètres d'altitude, dans un environnement urbain très dense. La gare constitue la tête de ligne du réseau ferré issu de la Compagnie des chemins de fer de l'Ouest, desservant l'essentiel de la Normandie ainsi que la banlieue Ouest de Paris, grâce à un large éventail de lignes s'étendant de Pontoise et Ermont au nord, à Versailles au sud, lui assurant un trafic de voyageurs particulièrement élevé.
En 2012, la gare accueille 450 000 voyageurs par jour, ce qui en fait la deuxième gare d’Europe en termes de flux voyageurs derrière la gare de Paris-Nord, et gère 1 700 circulations par jour, dont 1 600 relevant de l'activité Transilien et cent trains Intercités, soit un train qui entre ou sort toutes les 28 secondes en heure de pointe. Cela place également la gare loin devant les quatre autres grandes gares parisiennes de Paris-Est, Paris-Lyon, Paris-Montparnasse et Paris-Austerlitz, avec respectivement 800, 750, 700 et 600 circulations en 2009.
Le premier point d'arrêt rencontré en quittant l'établissement est la gare de Pont-Cardinet, au point kilométrique (PK) 1,725 de la ligne de Paris-Saint-Lazare au Havre, desservie par les trains de la ligne L du Transilien.

## Histoire

### La gare de la place de l'Europe
L'histoire de la gare Saint-Lazare commence sous le règne du roi Louis-Philippe Ier en 1837, avec l'ouverture du chemin de fer de Paris à Saint-Germain-en-Laye.
La gare (« embarcadère » à l'époque) est implantée dans un quartier nouvellement urbanisé de Paris, la petite Pologne et à proximité du jardin de Tivoli, qui fait l’objet d’une spéculation immobilière sous forme de lotissements menée par le banquier Hagerman et le propriétaire Sylvain Mignon. Lorsque le tunnel des Batignolles est terminé et en attendant l'achèvement du souterrain de la place de l'Europe, une gare provisoire en bois est édifiée sur cette place.

### La gare de la rue de Stockholm
À l'instar du projet de Polonceau de l'installation de la gare du chemin de fer Paris-Rouen, par la vallée de la Seine, au plus près du centre de Paris, l'intention d'Émile Pereire, directeur de la compagnie du chemin de fer de Paris à Saint-Germain-en-Laye, est d'installer le terminus de sa ligne place de la Madeleine, rue Tronchet, qui offre un dégagement suffisant pour que les calèches et les piétons puissent accéder facilement à la gare,.

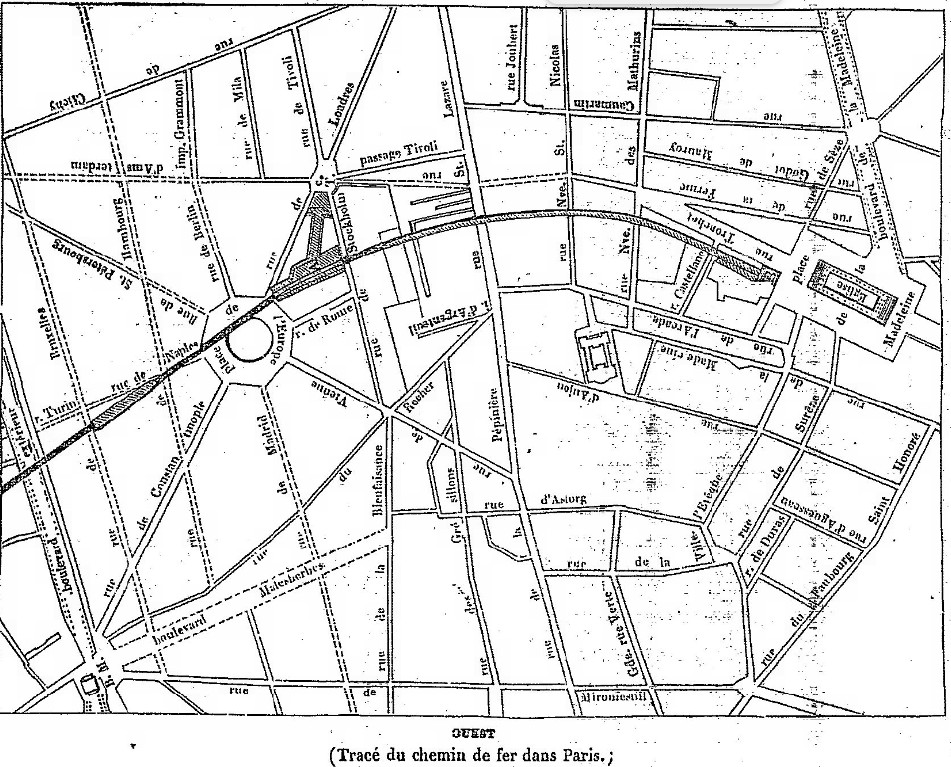
Plan du prolongement du chemin de fer de Saint-Germain place de la Madeleine, rue Tronchet[10].
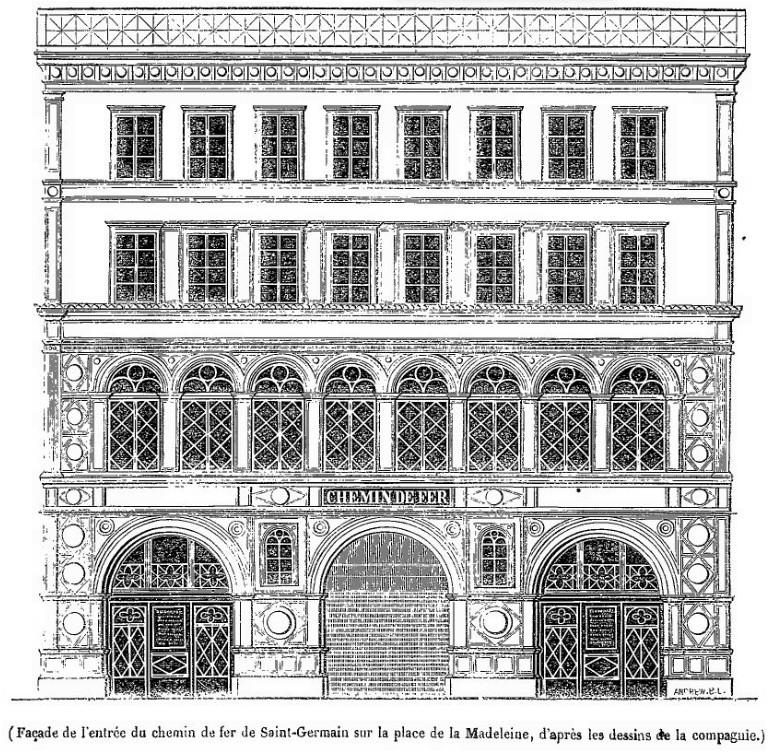
Façade de la gare terminus du chemin de fer de Saint-Germain envisagée rue Tronchet.
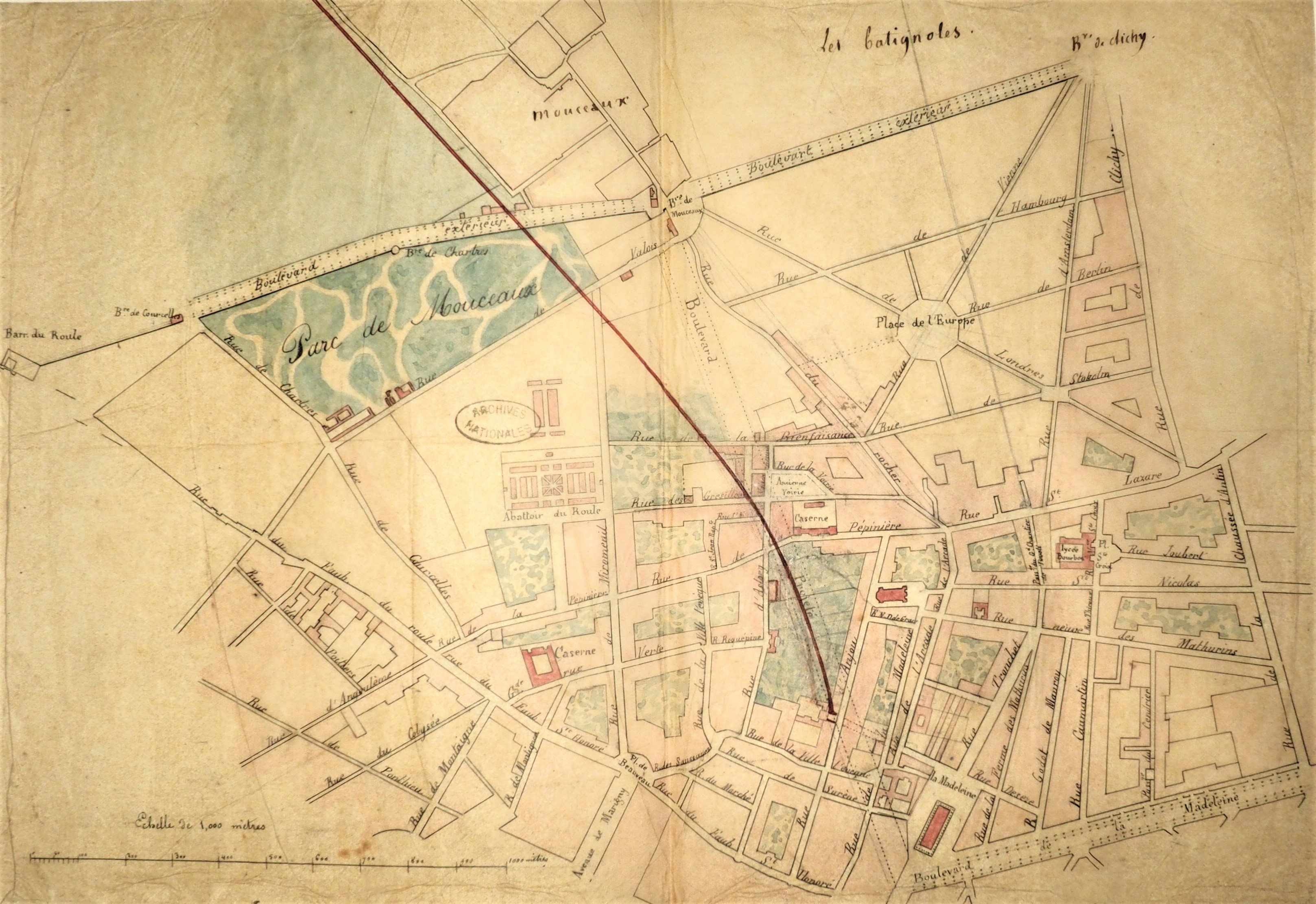
Proposition d'Antoine Rémy Polonceau, du 29 mai 1835, pour l’installation de la gare du chemin de fer de Paris à Versailles-Rive-Droite, en partie rue d’Anjou et en partie sur les emprises du boulevard Malesherbes projeté[11].

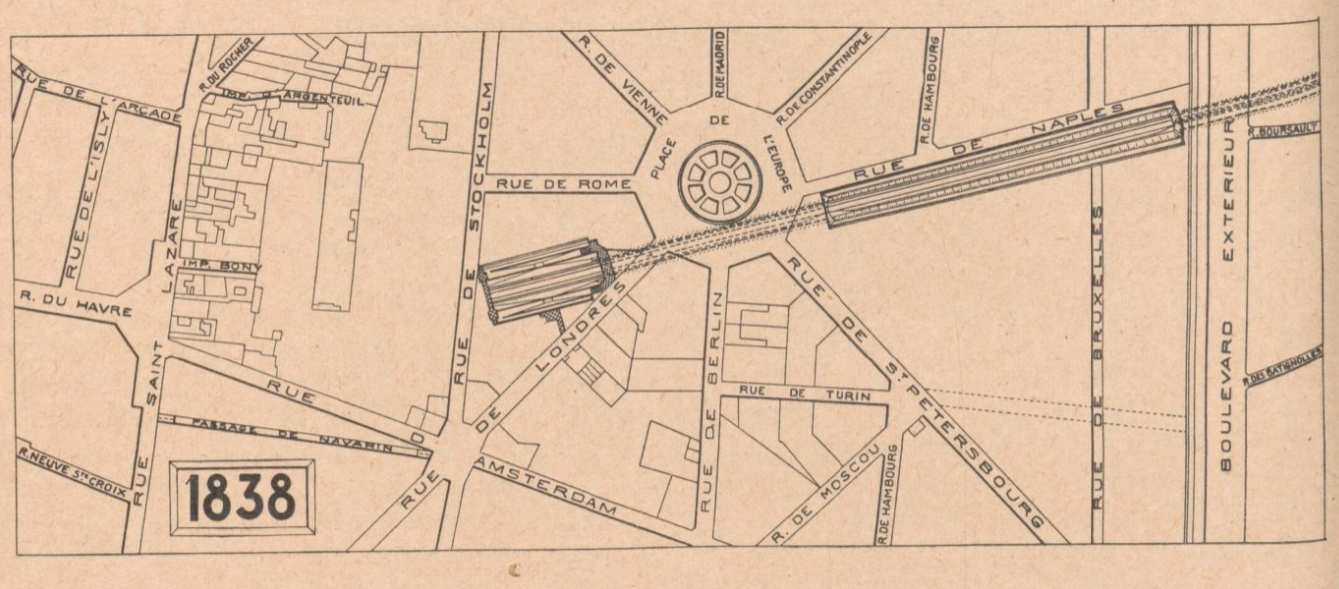
Plan de masse de la gare provisoire, place de l'Europe.

Dans l'attente de ce prolongement, selon les plans de l'architecte Alfred Armand, une deuxième gare provisoire, en maçonnerie couverte d'un enduit jaune est édifiée dans la tranchée entre la place de l’Europe et la rue de Stockholm.
Les bâtiments sont construits à cheval sur les voies, à l'embouchure du tunnel de l'Europe. Deux rampes découvertes donnent accès aux quais.

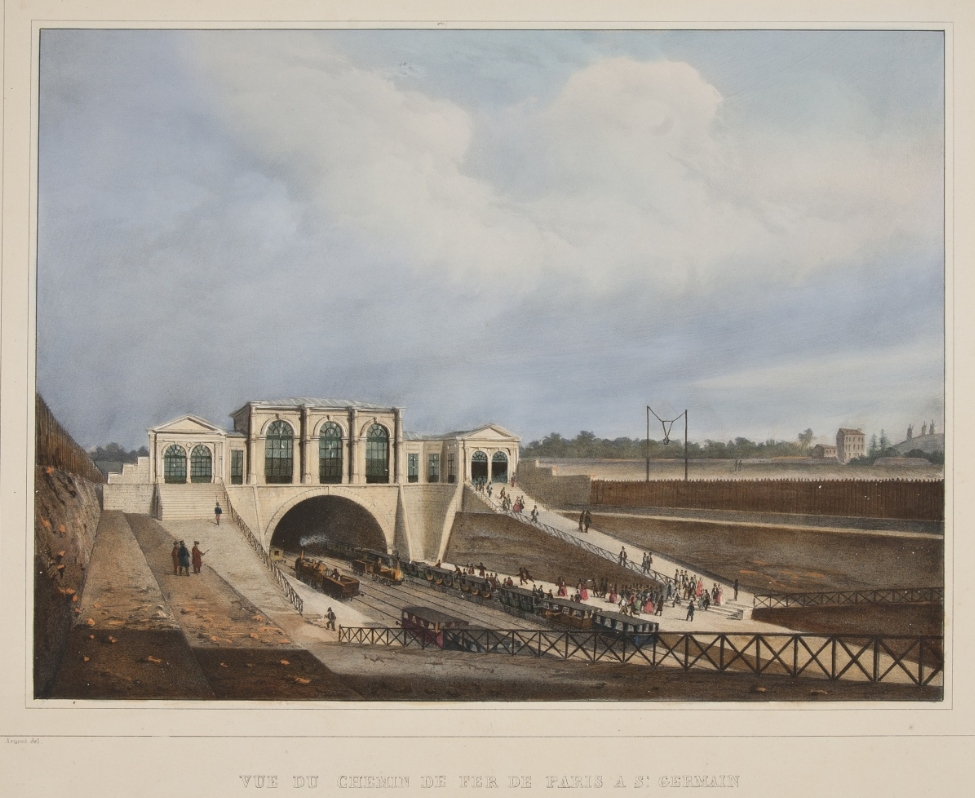
Gare provisoire, place de l'Europe (vue côté Batignolles).
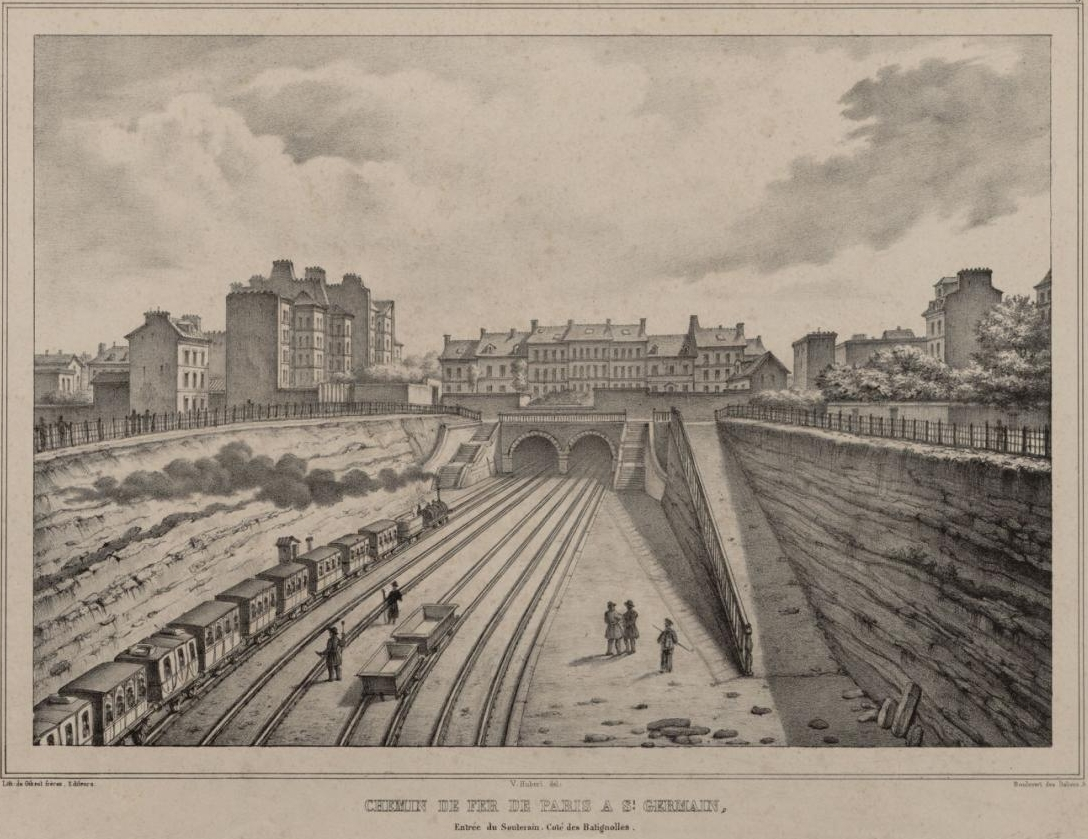
Tunnel des Batignolles (vue côté banlieue).
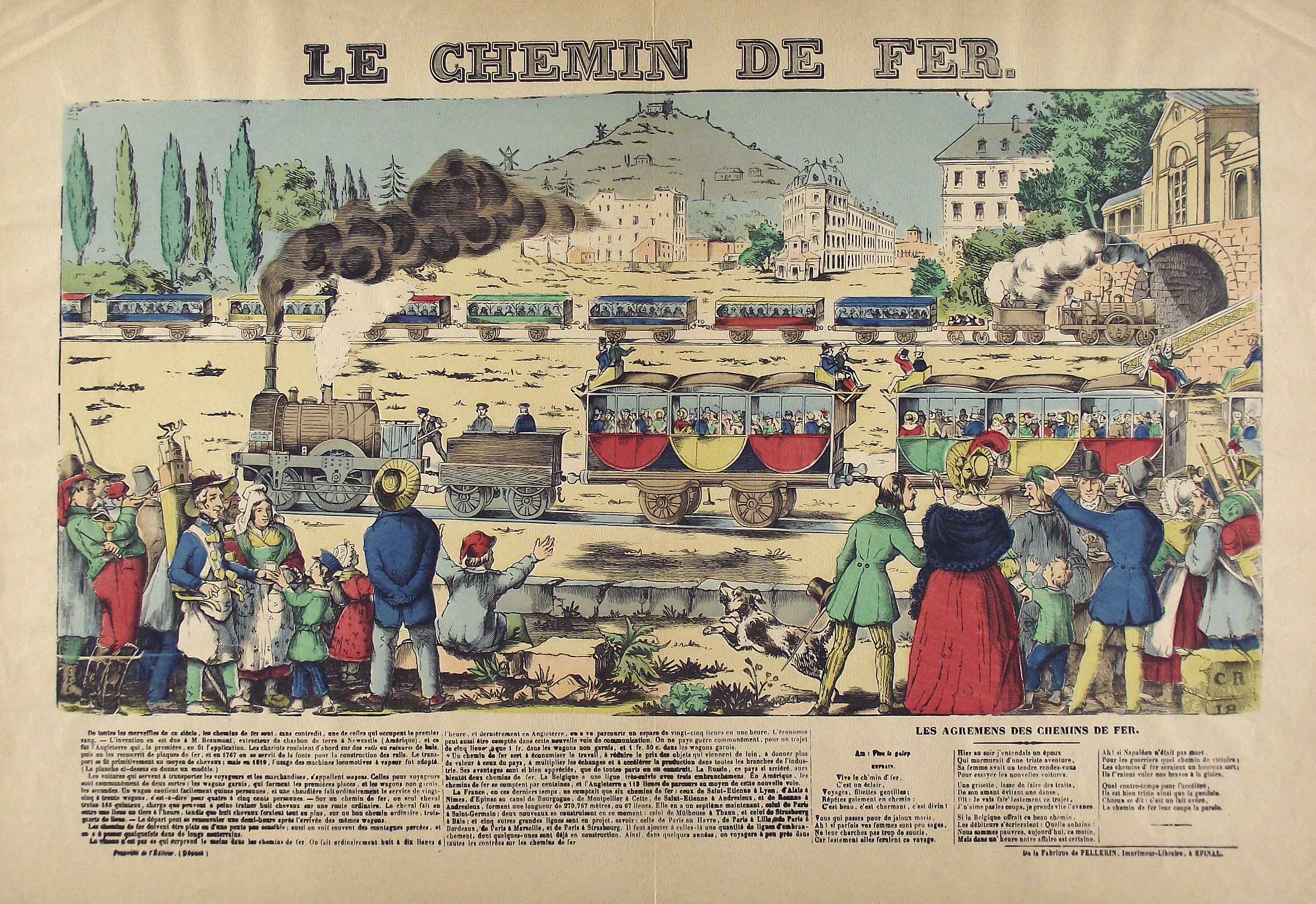
Image d'Épinal (1837). Inauguration du chemin de fer de Paris au Pecq.

De cette gare provisoire de la place de l’Europe part, le jeudi 24 août 1837, le convoi inaugural du chemin de fer de Paris au Pecq. Bien que la compagnie ait obtenu en juillet 1838 l’autorisation d’implanter la gare rue Tronchet, face à l’hostilité des propriétaires concernés, le prolongement à la rue Tronchet est abandonné. Il est décidé d’implanter la gare rue Saint-Lazare qui devra également accueillir les voies du chemin de Paris à Rouen.

### La gare de la rue Saint-Lazare

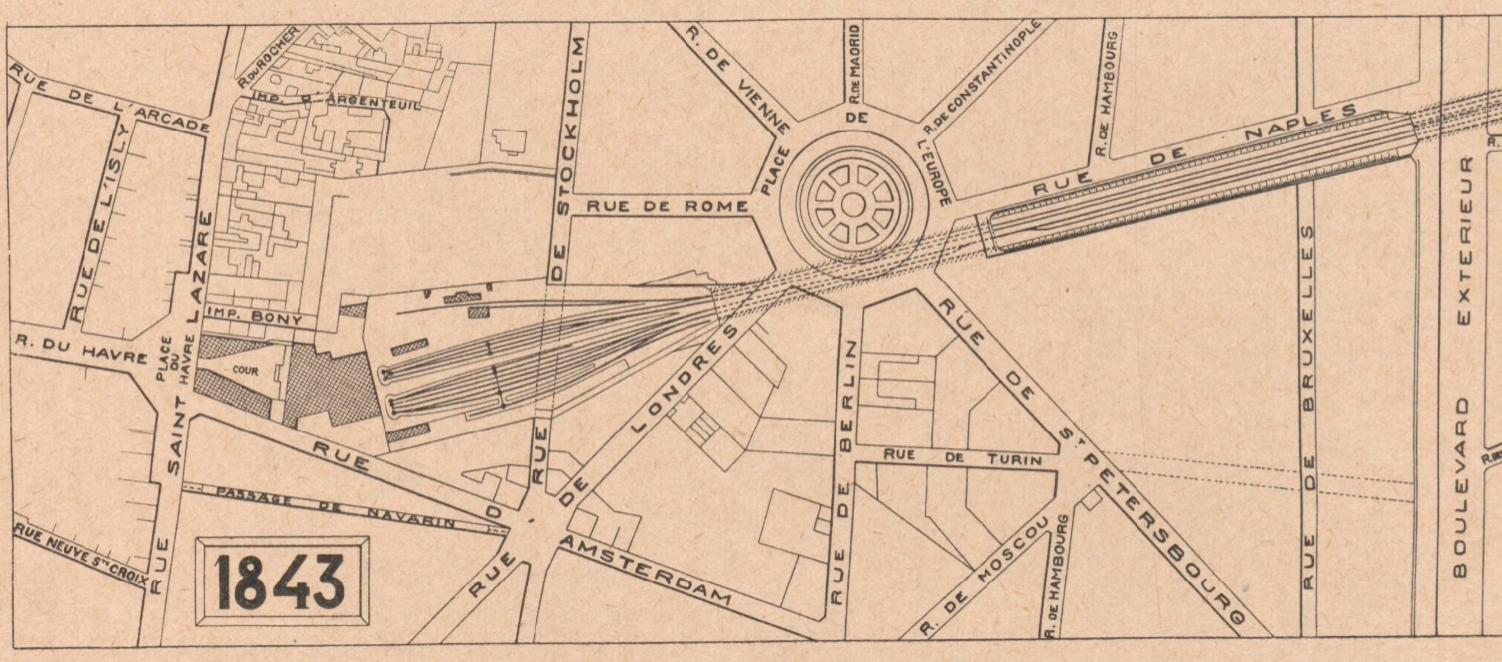
Plan de masse de la gare Saint-Lazare en 1843.
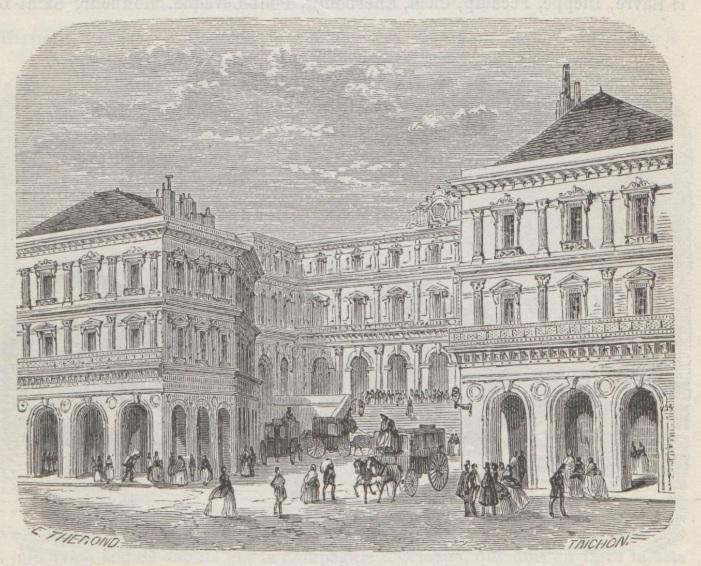
Le bâtiment sur la rue Saint-Lazare en 1867.
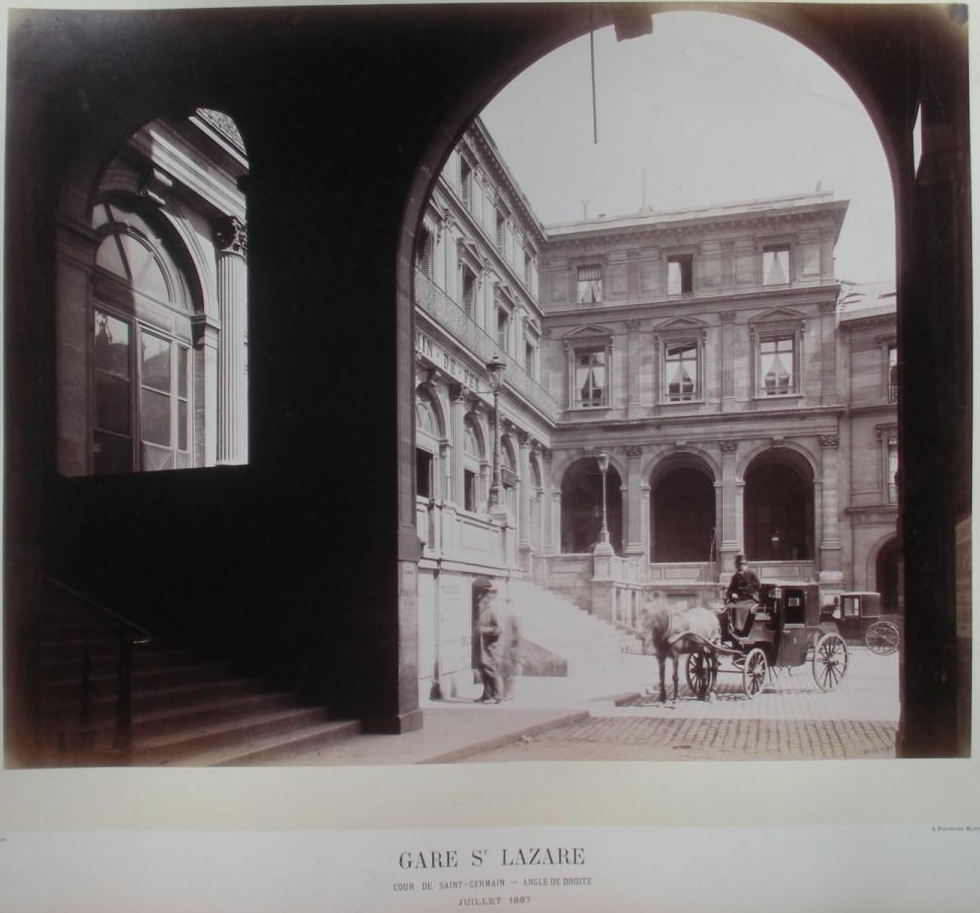
Vue de la cour intérieure de l'ancienne gare Saint-Lazare (vue de 1867).
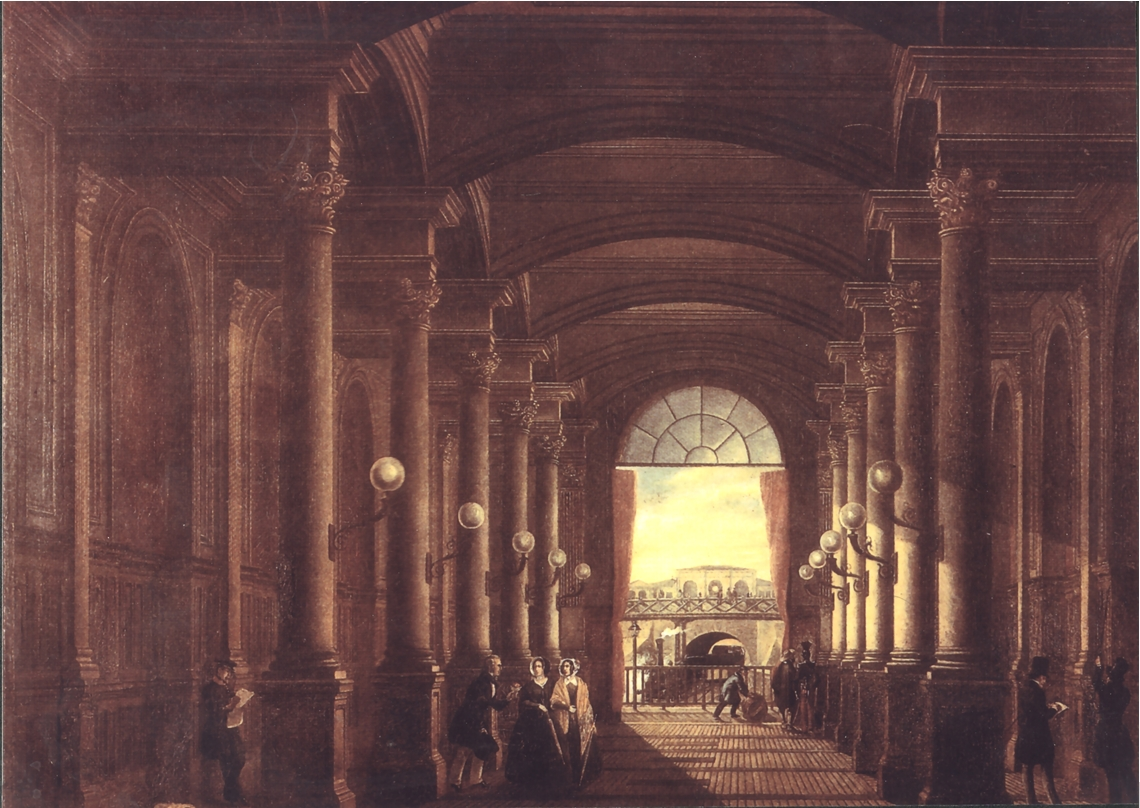
Vue intérieure (salle d'attente) de la gare Saint-Lazare (1845). Au loin, l'« embarcadère » place de l’Europe.

La troisième gare est construite sur les plans de l'architecte Alfred Armand et l'ingénieur Eugène Flachat à l'angle de la rue d'Amsterdam et de la rue Saint-Lazare, dont elle prend le nom. Les travaux s'échelonnent sur une longue période de 1842 à 1853, avec un allongement des voies vers le sud et la création de deux groupes principaux indépendants, banlieue et grandes lignes. Du fait du manque d'espace, le bâtiment sur la rue Saint-Lazare s'organise autour d'une cour en forme de triangle tronqué à son sommet, fermé par deux corps de bâtiments latéraux sous lesquels passent des galeries piétonnes couvertes. Le vestibule, situé au-dessus de la cour d'entrée, est accessible par deux escaliers à l'extrémité des galeries et par un grand escalier au centre de la cour. En arrière, la salle des pas-perdus est commune aux diverses lignes,.
En 1867, devenue la plus importante de Paris, avec vingt-cinq millions de voyageurs par an, la gare Saint-Lazare reçoit de telles extensions que l'on peut parler d'une quatrième gare, inaugurée d'ailleurs le 2 juin, à l'occasion de l'exposition universelle qui se tient à Paris, par l'empereur Napoléon III accompagné de l'empereur François-Joseph Ier d'Autriche et de l'empereur Alexandre II de Russie. La même année, le tunnel de l'Europe est supprimé et remplacé par un pont métallique double (en forme de « X » vu du dessus), reconstruit en béton en 1931.

### La reconstruction de la gare

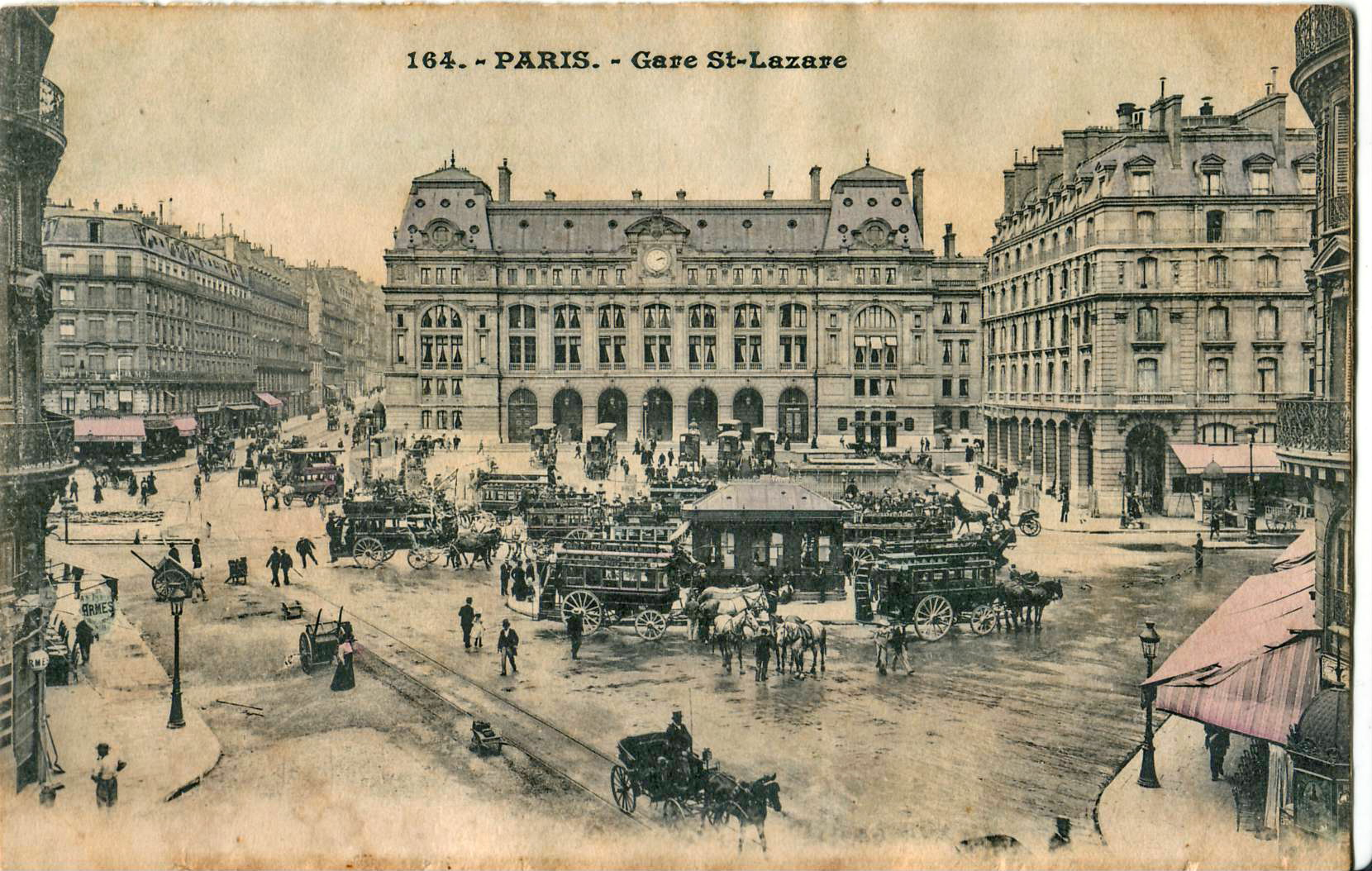
La gare dans les toutes premières années du XX, avec de nombreux omnibus de la CGO en stationnement.

De 1885 à 1889, un important agrandissement voit la réalisation du bâtiment de façade actuel accompagné de deux ailes latérales aux voies formant un « U », et donne à la gare Saint-Lazare sa physionomie actuelle. L'ancien bâtiment sur la rue Saint-Lazare est démoli et la cour du Havre est aménagée à son emplacement. Les travaux sont menés sous la direction de l'architecte Juste Lisch pour le compte de la Compagnie des chemins de fer de l'Ouest à l'occasion de l'exposition universelle. La gare compte alors 22 voies à quai, dont huit pour le groupe grandes lignes, avec des voies centrales pour l'évolution des machines. Sur le flanc droit des voies, après la place de l'Europe, un faisceau de voies dessert le bâtiment dit « des docks », surplombant le service des messageries, le centre de tri postal et quelques voies de garage. En 1892, les voies principales d'accès en avant-gare passent de quatre à six. Cet élargissement fait disparaitre l'impasse d'Argenteuil, l'impasse Bony, l'impasse Bizet et le cul-de-sac Baudin.
En 1885, un décret déclare d'utilité publique l'élargissement de la rue Saint-Lazare à 30 m (côté pair) entre la rue d'Amsterdam et la rue de Londres. Des maisons sont détruites et l'hôtel Terminus est érigé à leur emplacement. Sont également aménagées les deux places qui l'encadrent de chaque côté, juste devant la grande façade principale de la gare à laquelle il est relié par une passerelle couverte (aujourd'hui désaffectée). Le Café Terminus, au rez-de-chaussée, est la cible d'un attentat anarchiste le 12 février 1894, fomenté par Émile Henry qui est rapidement arrêté par la suite. Restaurée en 1936, la gare présente toujours, côté cour de Rome, son bel escalier double auquel on a ajouté un escalier mécanique. En 1907, un projet de gare souterraine destinée aux trains de banlieue est mis à l'étude, mais il demeure sans suite.

#### Impasse d'Argenteuil
L'« impasse d'Argenteuil », également appelée « cul-de-sac d'Argenteuil », qui commençait au coin de la rue du Rocher, no 2, et rue Saint-Lazare, no 154, était située dans l'ancien 1er arrondissement, quartier du Roule. D'une longueur de 102 m, les numéros étaient noirs et le dernier numéro impair était le no 5, le dernier numéro pair étant le no 14.
Elle est indiquée sur le plan de Jaillot, qui ne donne pas de dénomination à cette voie publique. En raison de sa situation dans la rue Saint-Lazare, qui portait autrefois le nom de « rue d'Argenteuil » en raison de sa direction vers le village d'Argenteuil, ce cul-de-sac en avait conservé le nom. Une décision ministérielle du 2 thermidor an X (21 juillet 1802), signée Chaptal, fixe la largeur de cette voie publique à 7 m.

#### Impasse Bony
L'« impasse Bony », qui était située rue Saint-Lazare entre les nos 128 et 132, se trouvait dans l'ancien 1er arrondissement, quartier du Roule. D'une longueur de 61 m, le dernier numéro impair était le no 9, le dernier numéro pair étant le no 8.
Cette impasse, qui n'était pas reconnue comme une voie publique, avait été formée de 1820 à 1827 par Monsieur Bony. Une partie de cette voie a été supprimée en 1833 pour l'établissement de l'embarcadère du chemin de fer de l'Ouest, puis a totalement disparu lors de la reconstruction de la gare entre 1885 et 1889. La largeur de l'impasse Bony était de 9,7 m.

#### Impasse Bizet
L'« impasse Bizet », qui était située rue Saint-Lazare au no 106, se trouvait dans l'ancien 1er arrondissement, quartier du Roule. Cette voie, qui ne comportait pas de numéro, tenait ce nom d'un particulier nommé Bizet, qui y fit bâtir une maison.

#### Cul-de-sac Baudin
Le « cul-de-sac Baudin », qui était situé rue Saint-Lazare entre les nos 110 et 112, se trouvait dans l'ancien 1er arrondissement, quartier du Roule. Cette voie, qui ne comportait pas de numéro, tenait ce nom d'un particulier nommé Baudin, qui y demeurait et qui était propriétaire d'une grande partie des maisons de ce cul-de-sac.

### Le développement de la banlieue

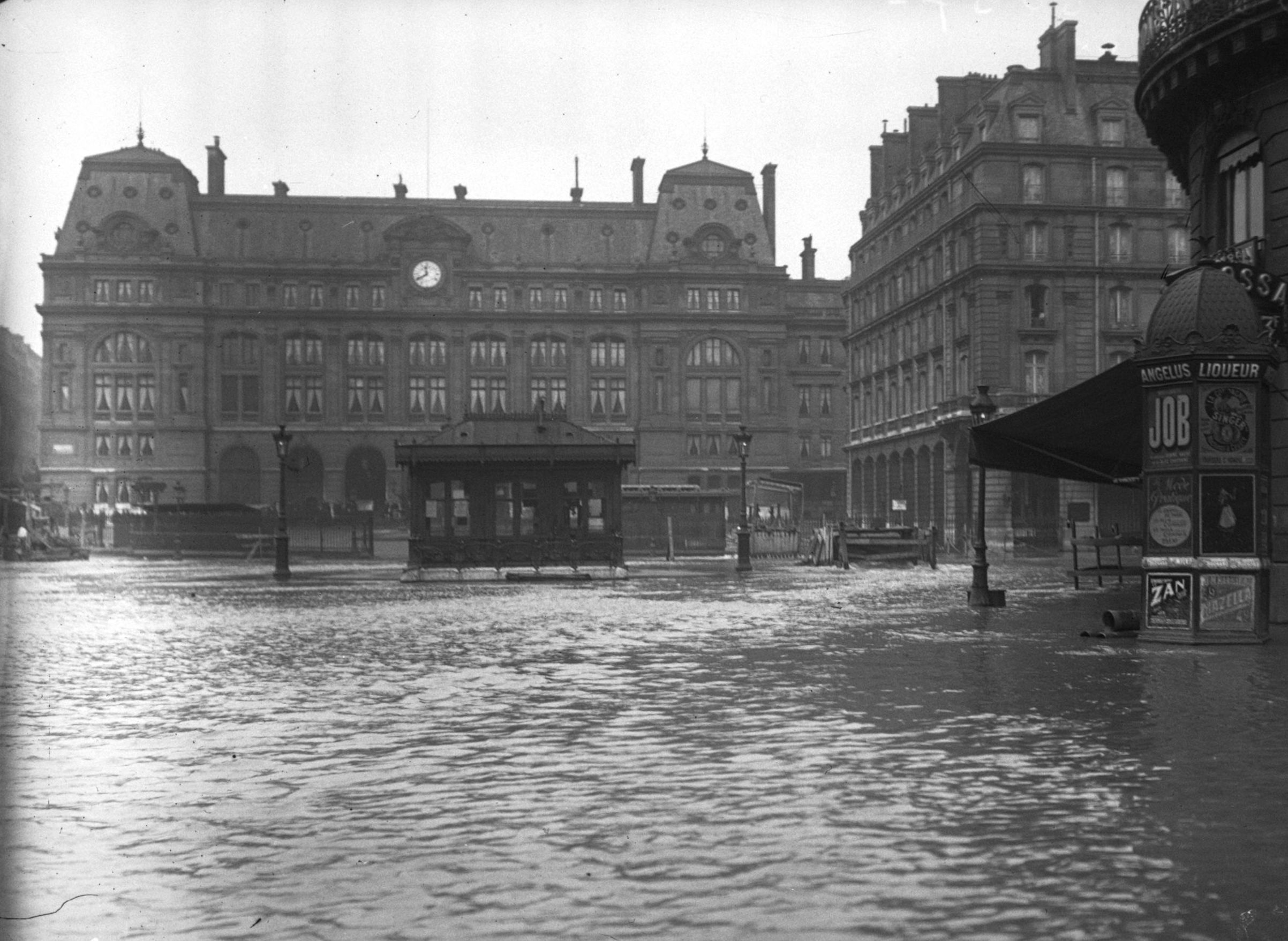
La gare lors de la crue de la Seine de 1910.

Le 3 janvier 1908, une émeute de voyageurs mécontents est provoquée par une panne de signalisation due au gel, mais surtout par une succession de multiples incidents les semaines précédentes. Se voyant refuser des bulletins de retard par la compagnie de l'Ouest, certains brisent des carreaux ou des bancs et s'en prennent au personnel présent avant l'intervention de la police. L'affaire fait l'objet d'articles dans les quotidiens nationaux avant d'être portée devant la Chambre des députés par Maurice Berteaux.

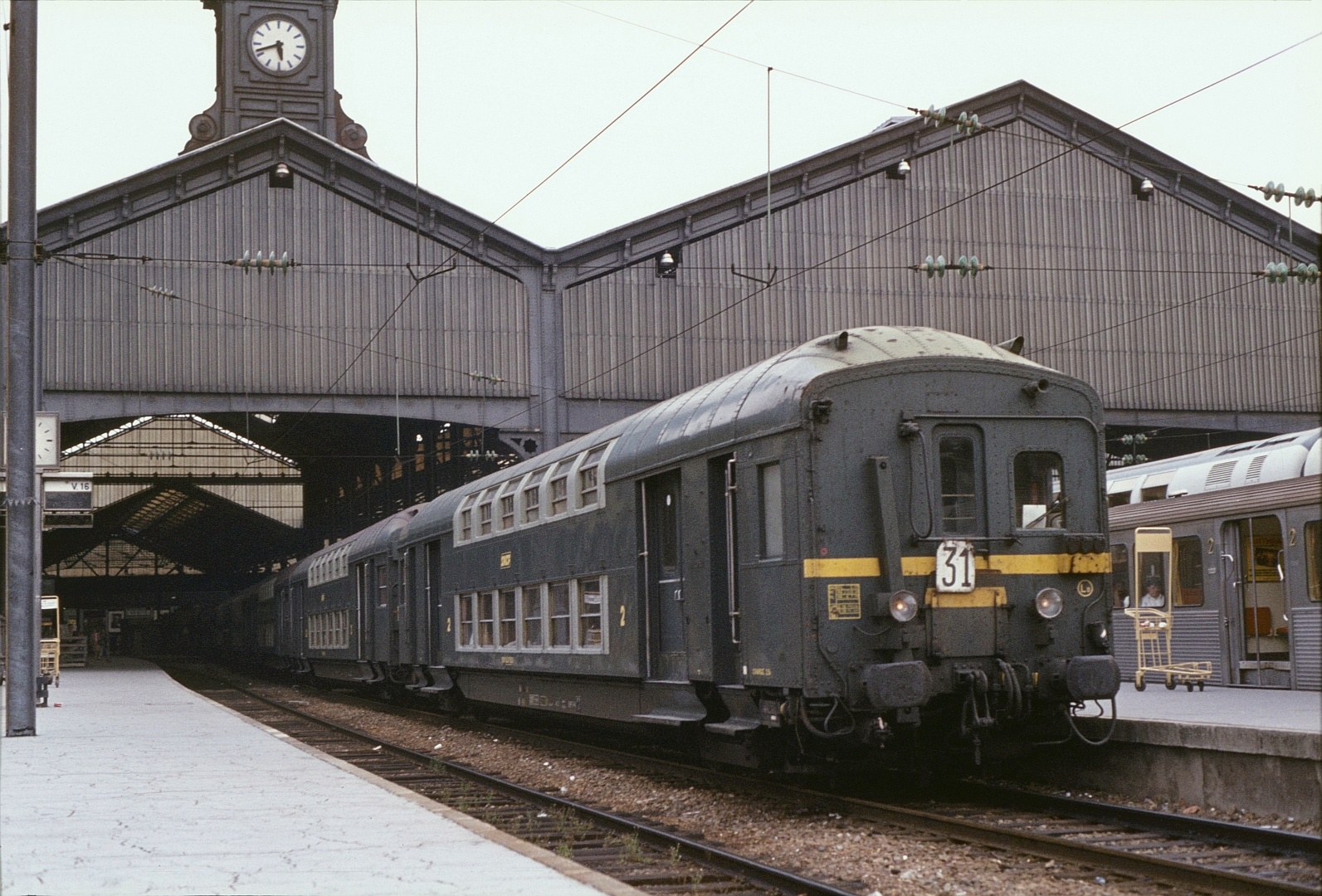
Train de banlieue composé de voitures à deux niveaux ex-État, en 1982.

En 1915, un projet porte sur le remaniement des installations de la gare, avec la création de sept groupes de voies, dont deux doivent être établis en sous-sol (les groupes I Auteuil et II Versailles). Chacun des groupes doit disposer de deux voies d'accès indépendantes, soit quatre voies d'accès souterraines et dix voies en surface. Examiné après-guerre, le projet est rejeté par l'administration, effrayée par le coût du projet et la réalisation d'une gare souterraine lui semblant être un défi technique trop complexe.
Le 15 juillet 1918, durant la Première Guerre mondiale, un obus lancé par la Grosse Bertha explose cour du Havre.
En 1919, la halle des messageries est prolongée par une seconde halle allant jusqu’au boulevard des Batignolles (actuel parking du pont de l'Europe).
En 1924, un nouveau projet de remaniement est alors soumis par le réseau. Il porte comme le précédent sur la réalisation d'une gare souterraine qui serait établie côté rue de Rome, disposant de vingt-quatre voies à quai en surface et huit en souterrain, le seul changement étant constitué par une répartition différente des groupes. Une nouvelle proposition fait son apparition : le report des voies de la ligne d'Auteuil au Pont-Cardinet, effectif depuis 1922, afin de libérer deux voies pour le trafic de grande banlieue et de grandes lignes. Parallèlement, la démolition des tunnels des Batignolles est régulièrement projetée dès les années 1880, puis de nouveau en 1893 et 1895, avant d'être sérieusement étudiée en 1910. L'accident du 5 octobre 1921, où vingt-huit voyageurs trouvent la mort à la suite d'une collision due à un rattrapage et un incendie survenus dans le tunnel de 1865 dit de Versailles, relance le projet. La démolition de trois des quatre tunnels les plus anciens est très vite engagée dès la fin de l'année et s'achève en 1926. Afin de faciliter le trafic lors des travaux, le départ de la ligne d'Auteuil est reporté au Pont-Cardinet. La récupération de l'emplacement des piédroits des tunnels démolis permet d'augmenter le nombre de voies à huit dans la nouvelle tranchée des Batignolles, auxquelles s'ajoutent les deux voies du tunnel préservé. Le projet de gare souterraine, s'imposant moins avec l'augmentation de capacité en avant-gare, est finalement abandonné.
Si la gare est majoritairement consacrée au trafic de banlieue, sa vocation internationale a toutefois été marquée par l'existence des trains transatlantiques vers Le Havre-Maritime et Cherbourg-Maritime, en correspondances avec les paquebots pour New York. Si le New York-Express de la Compagnie générale transatlantique a circulé jusqu'au retrait du France en 1974, leTransatlantique-Express de la Cunard Line (pour les passagers du Queen Elizabeth 2, aujourd'hui du Queen Mary 2), continue de circuler, même si la gare maritime (devenue La Cité de la Mer) n'est plus directement desservie. Quant aux trains-bateaux Paris-Saint-Lazare - Dieppe-Maritime, en liaison avec les navires vers l'Angleterre, ils ont circulé jusqu'en 1994, remplacés par le service Eurostar. Les passagers vers l'Irlande par bateau continuent d'emprunter les trains Paris - Cherbourg.

### L'électrification du réseau
Au début des années 1920, la traction vapeur est exclusivement utilisée, avec l'emploi pour la banlieue de voitures à impériale et de machines tender 131 qui imposent de fortes contraintes d'exploitation. Outre la fumée crachée dans un quartier fortement urbanisé, elles nécessitent une remise en tête de train à l'arrivée, imposant une voie libre de dégagement, une prise d'eau, etc. La traction électrique par troisième rail en courant continu 750 volts, employée depuis 1900 sur la ligne des Invalides à Versailles-Rive-Gauche, semble être une solution idéale afin de faciliter l'exploitation du réseau de banlieue. Elle est mise en œuvre sur le réseau de Paris-Saint-Lazare en 1924 entre Paris, Bécon-les-Bruyères et Bois-Colombes. Le succès des trains électriques, plus agréables pour les voyageurs et plus souples, car plus performants et réversibles avec une cabine de conduite à chaque extrémité, entraine l'électrification généralisée de la petite banlieue : en 1926, la traction électrique est utilisée entre Paris et Rueil-Malmaison, puis étendue à Saint-Germain-en-Laye l'année suivante. Elle atteint Versailles-Rive-Droite en 1928 puis Saint-Nom-la-Bretêche en 1931. Enfin, elle est étendue de Bois-Colombes à Argenteuil en 1936, après de lourds travaux en viaduc de quadruplement des voies jusqu'à la gare du Stade avec suppression des passages à niveau, dans le cadre des grands travaux contre le chômage. Les lignes de proche banlieue (groupes I à IV) sont alors intégralement électrifiées ; seules les deux lignes de Paris à Mantes-la-Jolie, par la rive gauche de la Seine (groupe V) et la rive droite (groupe VI) restent assurés en traction vapeur.

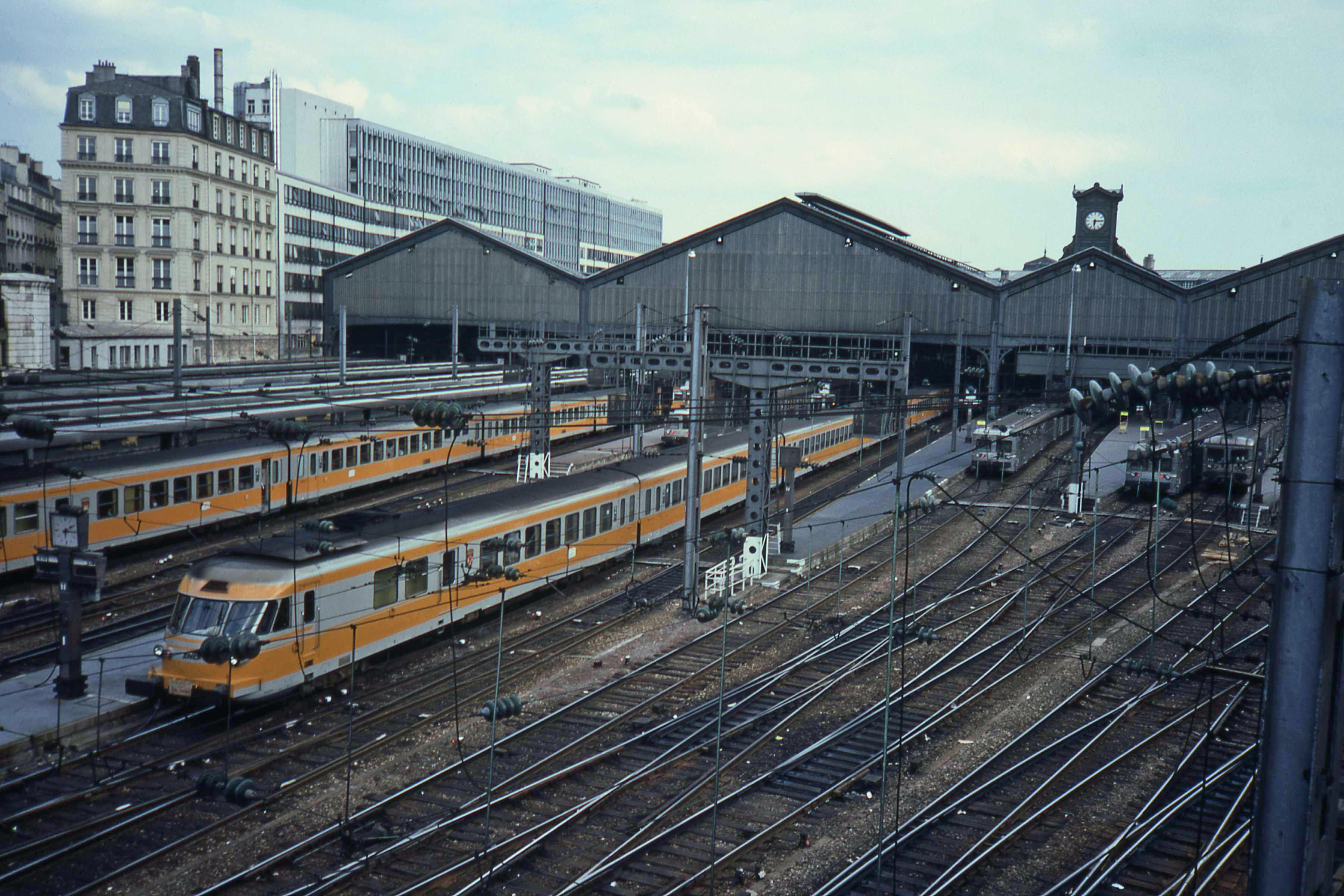
Une vue des voies en 1984, avec deux turbotrains en UM et des automotrices électriques Z 6300.

Afin de prendre en charge l'augmentation du nombre de voyageurs du réseau de banlieue, la gare fait l'objet de quelques réaménagements en vue d'améliorer la circulation des usagers : élargissement de la plateforme au droit des voies électrifiées, remplacement de grilles garde-corps au bout des quais par de simples cordes, déplacements de monte-charges, installation d'équipements en vue d'informer les voyageurs (panneaux, haut-parleurs), installation de machines à billets, suppression de locaux réduisant la largeur de la salle des pas-perdus et ouverture de nouveaux passages entre cette salle et la plateforme d'embarquement. Pour éviter l'encombrement de la plateforme en encourageant les usagers à utiliser la salle des pas-perdus, celle-ci fait l'objet de travaux de réaménagement : application de revêtements en marbre de l'Anjou et en granit de Bretagne pour remplacer les menuiseries des guichets, installation de vitrines de publicité éclairées de nuit, installation d'une frise de vitraux représentant les sites pittoresques des régions desservies par le réseau de l'État. La nouvelle salle des pas-perdus est inaugurée le 25 juillet 1930.
Le 20 septembre 1966, les voies des groupes IV, V et VI sont électrifiés par caténaire en courant alternatif monophasé 25 kV – 50 Hz. Les lignes de Paris-Saint-Lazare au Havre et de Paris-Saint-Lazare à Mantes-Station par Conflans-Sainte-Honorine sont également électrifiées en 25 kV – 50 Hz, en 1966 et 1967.
De 1976 à 1978, le groupe II est réélectrifié par caténaire afin d'éliminer l'ancien matériel Standard parvenu en limite d'usure. Les Z 6400 font leur apparition, modernisant nettement la desserte. Enfin le groupe III résiduel (Paris – Nanterre) est à son tour réélectrifié, le 3e rail à 750 V est définitivement déposé. Ce groupe retrouve un certain trafic dès 1979 avec l'ouverture de la ligne de Cergy.
En 1978, le passage souterrain transversal est ouvert, d'abord accessible de la rue de Rome, puis depuis la rue de Londres, soulageant un peu la saturation du quai transversal aux heures de pointe.
En septembre 1982, le tronçon de grande banlieue de Pontoise à Gisors est à son tour électrifié, faisant disparaître de la banlieue les locomotives diesel BB 67300. Pour la ligne de Mantes-la-Jolie à Cherbourg, et son embranchement vers Trouville - Deauville, la traction à vapeur laisse la place à la traction diesel à partir de 1963, puis dès 1972, par des turbotrains (ETG puis RTG), jusqu'à l'électrification de la ligne en mai 1996. La traction diesel, avec des BB 67300, BB 67400, A1AA1A 68000 ainsi que les turbotrains, disparaissent définitivement à leur tour de la gare, supprimant au passage toute pollution de l'air.
Aujourd'hui, seule la ligne de Gisors à Dieppe demeure non électrifiée mais, en raison de son état de vétusté dans sa partie terminale ainsi que de la fermeture de la section de Serqueux à Dieppe, elle n'est plus utilisée depuis 2009. Les trains Paris – Dieppe empruntent depuis 1988 la section de Paris-Saint-Lazare à Malaunay de la ligne du Havre et la ligne non électrifiée de Malaunay-Le Houlme à Dieppe. La traction diesel est toujours restée assez limitée sur le réseau Saint-Lazare du fait de l'électrification précoce du réseau de proche banlieue.
| Les voies et la gare, vues respectivement de la place de l'Europe (à gauche), du boulevard des Batignolles (centre) et au niveau de la rue des Dames (à droite). |  | Les voies et la gare, vues respectivement de la place de l'Europe (à gauche), du boulevard des Batignolles (centre) et au niveau de la rue des Dames (à droite). |  | Les voies et la gare, vues respectivement de la place de l'Europe (à gauche), du boulevard des Batignolles (centre) et au niveau de la rue des Dames (à droite). |
| Les voies et la gare, vues respectivement de la place de l'Europe (à gauche), du boulevard des Batignolles (centre) et au niveau de la rue des Dames (à droite). |  | |  | |

### Des années 1970 aux années 2000

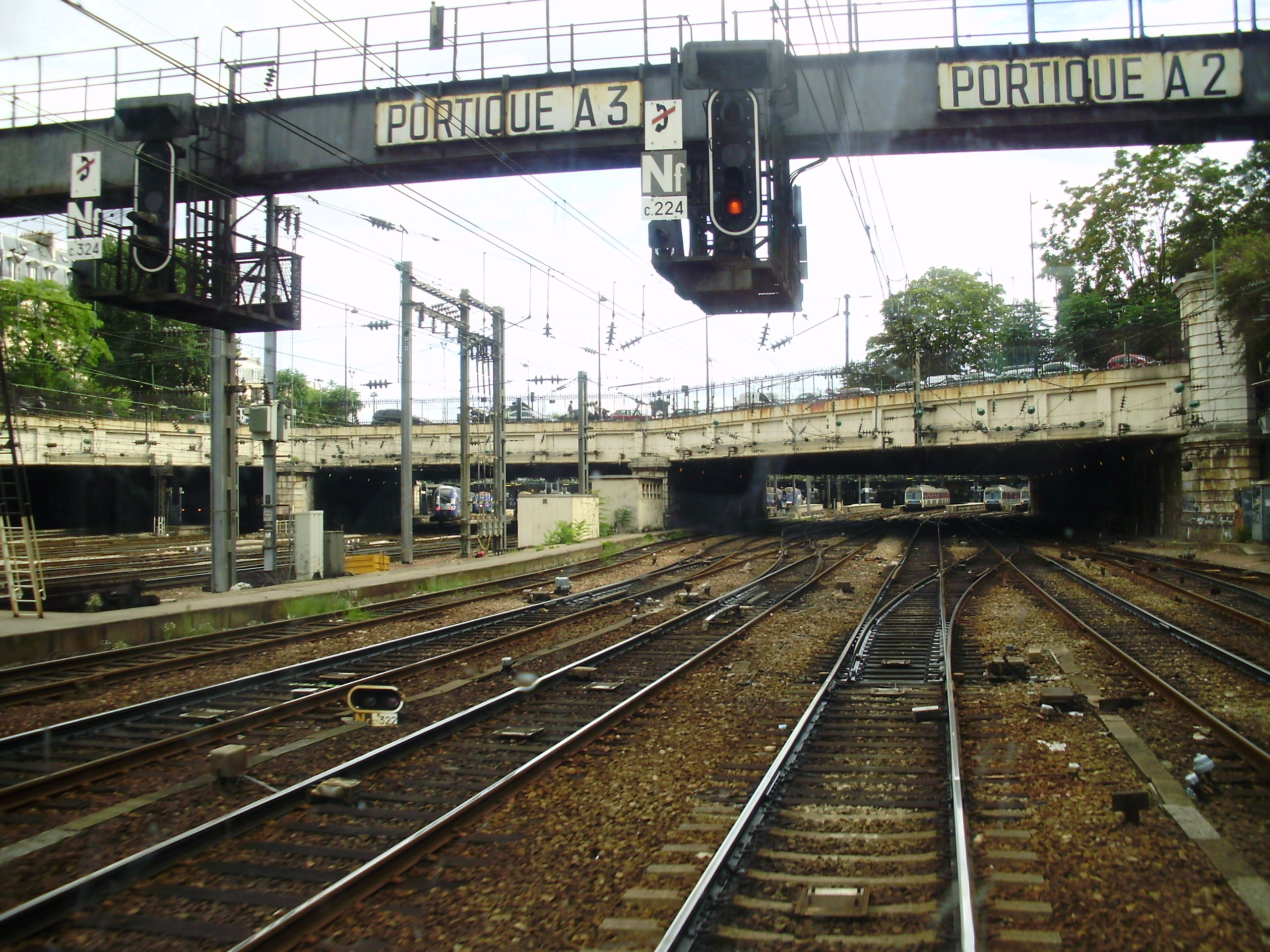
Voies du côté ouest de la gare, avant le pont de la Place de l'Europe (août 2010).

Durant les années 1970, la gare connaît une légère modernisation : une galerie marchande est créée en 1974 au sous-sol de la salle des pas perdus, le téléaffichage général est installé, et des escaliers mécaniques sont mis en place vers la voirie afin de faciliter la correspondance avec le métro, notamment avec la ligne 13 prolongée en 1976 vers le sud de Paris.
En 1972, la ligne de Saint-Germain-en-Laye, intégrée à la ligne A du RER est transférée à la RATP et aboutit à la nouvelle gare souterraine de la rue Auber dans le quartier de la Chaussée-d'Antin, située à environ 500 mètres au sud-est. La gare Saint-Lazare perd alors sa ligne historique et un important flux de voyageurs. Ce détournement augmente encore avec le raccordement de la ligne de Cergy, ouverte en mars 1979, au RER A le 29 mai 1988, suivie par la ligne de Poissy en 1989. La gare Saint-Lazare dispose de 27 voies à quai et est en correspondance avec plusieurs lignes de transport urbain (métro, autobus et RER).
Depuis les années 1970, malgré le détournement de deux branches de son réseau au profit du RER A, la gare connaît un trafic croissant. Mais contrairement aux autres grandes gares parisiennes, elle n'a pas connu la création d'une gare souterraine de banlieue entrainant une profonde modernisation, comme à Paris-Austerlitz, Paris-Nord ou à Paris-Gare de Lyon, ni de travaux d'infrastructure liés à l'arrivée du TGV, comme ces deux dernières gares, auxquelles il faut ajouter celles de Paris-Montparnasse avec le TGV Atlantique, ou Paris-Est avec le TGV Est. De ce fait, depuis la vaste campagne de modernisation et d'électrification des années 1970, la gare et son réseau souffrent d'un sous-investissement chronique, induisant des problèmes accrus d'exploitation, et des retards de plus en plus fréquents. Le nombre élevé de circulations, avec 1 600 trains par jour, soit un train toutes les vingt-huit secondes au départ ou à l'arrivée aux heures de pointe, la création de la liaison Ermont – Saint-Lazare en 2006, sans la moindre amélioration de l'infrastructure de la gare, la mise en place du cadencement en 2008 sur les liaisons de grande couronne ont rendu la situation encore plus critique.
Fait extrêmement rare, le 13 janvier 2009, à la suite d'une grève spontanée des conducteurs liée à l'agression de l'un des leurs, la gare a été fermée totalement durant une partie de la journée, par crainte de débordements de foule.

### L'opération «Demain Saint-Lazare»

#### Un vaste programme de modernisation

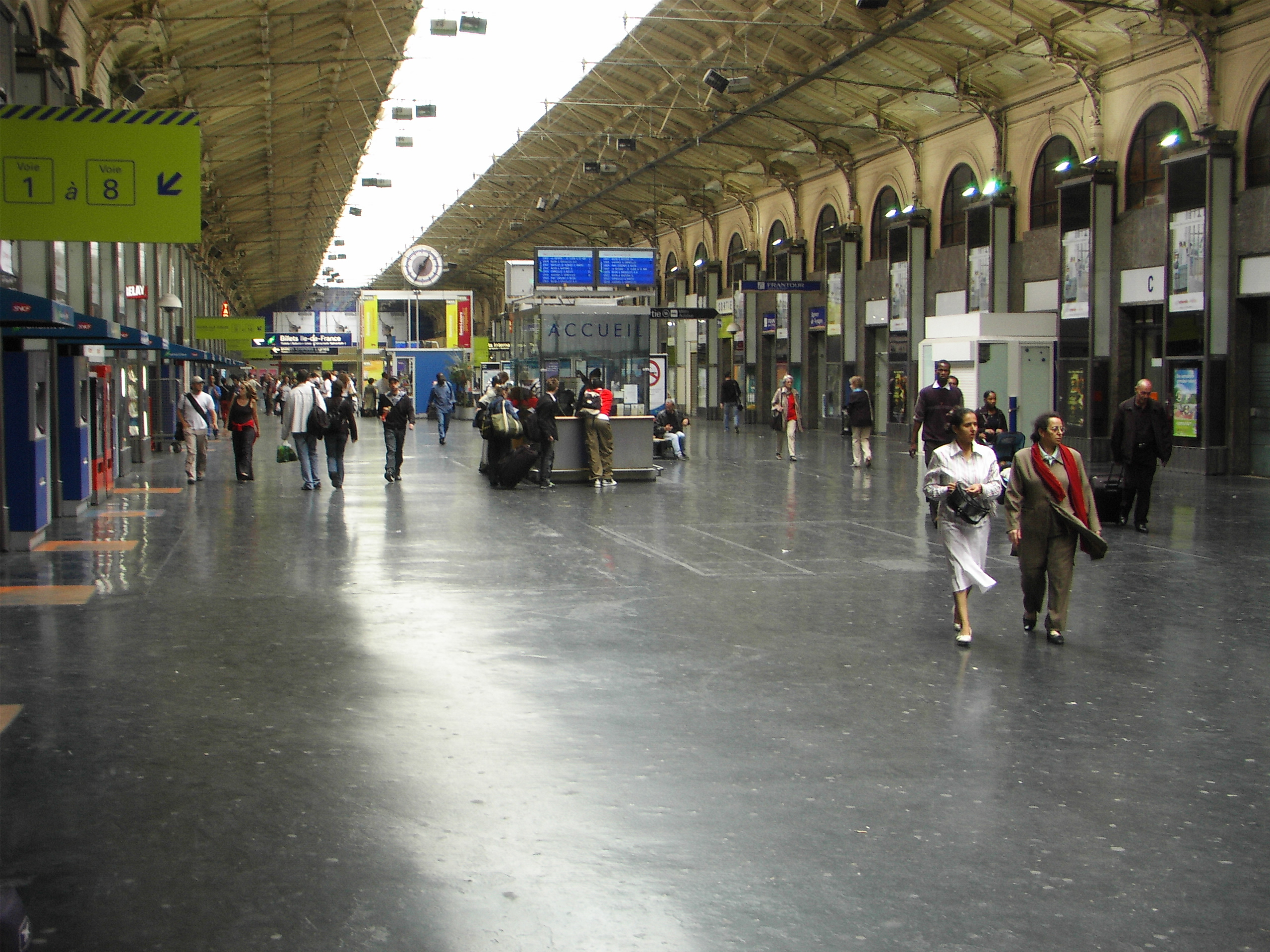
La salle des pas perdus en août 2006, avant les travaux de transformation.

Depuis les années 1970, la gare Saint-Lazare n'a connu aucune rénovation importante et ne répond plus au début des années 2000 à la qualité de service et d'accueil attendue dans une gare emblématique de Paris. Seule la galerie marchande voit s'opérer de légers travaux de rénovation à la fin des années 1970. D'inspiration classique, bénéficiant d'une inscription au titre des monuments historiques, la gare s'inscrit au cœur d'un pôle multimodal majeur de la capitale, qui a beaucoup évolué au fil des années, tout particulièrement avec l'arrivée de la ligne E du RER et de la ligne 14 du métro. Sa fréquentation ne cesse de s'accroître, avec une hausse de 12 % depuis 2006, notamment due à la nouvelle liaison Ermont - Saint-Lazare, au point de revendiquer, selon la SNCF, la deuxième place d'Europe derrière la gare de Paris-Nord pour son volume de trafic.
Afin d'accueillir dans de meilleures conditions les 450 000 voyageurs quotidiens, un plan d'envergure baptisé Demain Saint-Lazare a été engagé pour rénover la gare de 2003 à 2012 dans le cadre du programme Gares en mouvement. Ce plan a pour principaux objectifs d'améliorer l'intermodalité par des cheminements plus intuitifs et simples vers le métro et le RER, et l'ouverture de la gare sur son quartier, avec la rénovation des espaces extérieurs. Par ailleurs, la transformation de la salle des pas perdus en centre commercial est également décidée, celui-ci s'étageant sur trois niveaux au lieu d'un seul, avec la création connexe d'un parc de stationnement en sous-sol. Ce vaste projet constitue un véritable défi, par sa difficulté de réalisation en maintenant constamment l'exploitation de la gare, mais également par les contraintes architecturales et techniques, compte tenu du peu de plans et de relevés disponibles du sous-sol existant.
Ces contraintes imposent un long délai d'études, celles-ci étant initiées dès 1996, un partenariat étant en outre indispensable avec la RATP et la Ville de Paris. Quatre grandes phases de travaux sont prévues à partir de 2003. Pour la réalisation de ce projet, la SNCF s'est appuyée sur Klépierre, spécialisé dans l'investissement et la gestion des centres commerciaux et Spie Batignolles immobilier, spécialisé dans la promotion immobilière. Ce programme représente 250 millions d'euros d'investissements, dont 90 financés par la SNCF,.

#### De 2003 à 2007: rénovation du quai transversal et ouverture côté Amsterdam
De 2003 à 2007, les travaux de la gare se sont concentrés sur l'espace du quai transversal, zone d'attente qui donne accès aux 27 voies de la gare. Considérée comme prioritaire par la SNCF, car au plus proche des voyageurs et des trains, la réhabilitation de cet espace a permis de créer une dalle homogène sur toute la surface du quai, avec un sol en granit plus clair et plus facile d'entretien. Le patrimoine a en outre été valorisé, avec le ravalement de la façade extérieure du bâtiment sur la rue, et la restauration de la quarantaine de verres peints d'époque Art nouveau qui décorent la façade intérieure sur le quai. Ces verrières sont l’œuvre d'un peintre, sculpteur et par ailleurs cheminot Charles Sarteur, fils d'un ingénieur de la Compagnie de l'Ouest. Les motifs représentent les villes et destinations touristiques desservies par le réseau de l'État.
La massive poutre technique « bleue », portant le téléaffichage des départs à l'aide de palettes mobiles conçu par l'Italien Solari en 1972, a été démontée ; le volume sous la verrière et la vue sur la structure métallique ont pu être ainsi libérés. Quant à l'information des voyageurs, elle a été améliorée grâce à l’apparition de nouveaux écrans plasma TFT du système CATI,.
Les travaux du secteur « passage et cour d'Amsterdam », amorcés en 2006 et achevés en 2008, ont consisté en un élargissement du passage existant vers l'impasse d'Amsterdam, débouchant sur la rue du même nom, avec création d'une véritable entrée secondaire sur cet axe. Ils ont métamorphosé cet espace pour le rendre plus moderne dans son architecture, plus accessible aux voyageurs et plus sécurisé. Un nouvel espace de vente grandes lignes comportant seize guichets a été aménagé face au butoir de la voie 27, en remplacement de ceux supprimés dans la salle des pas perdus (guichets Havre et international) dans le cadre de la troisième phase des travaux.
En novembre 2008, la gare connaît une présence importante de rats qui serait due aux travaux dans les parties souterraines de l'établissement. Cependant, plusieurs campagnes de dératisation ont eu lieu pour régler rapidement le problème.

#### De 2009 à 2012: transformation de la salle des pas perdus

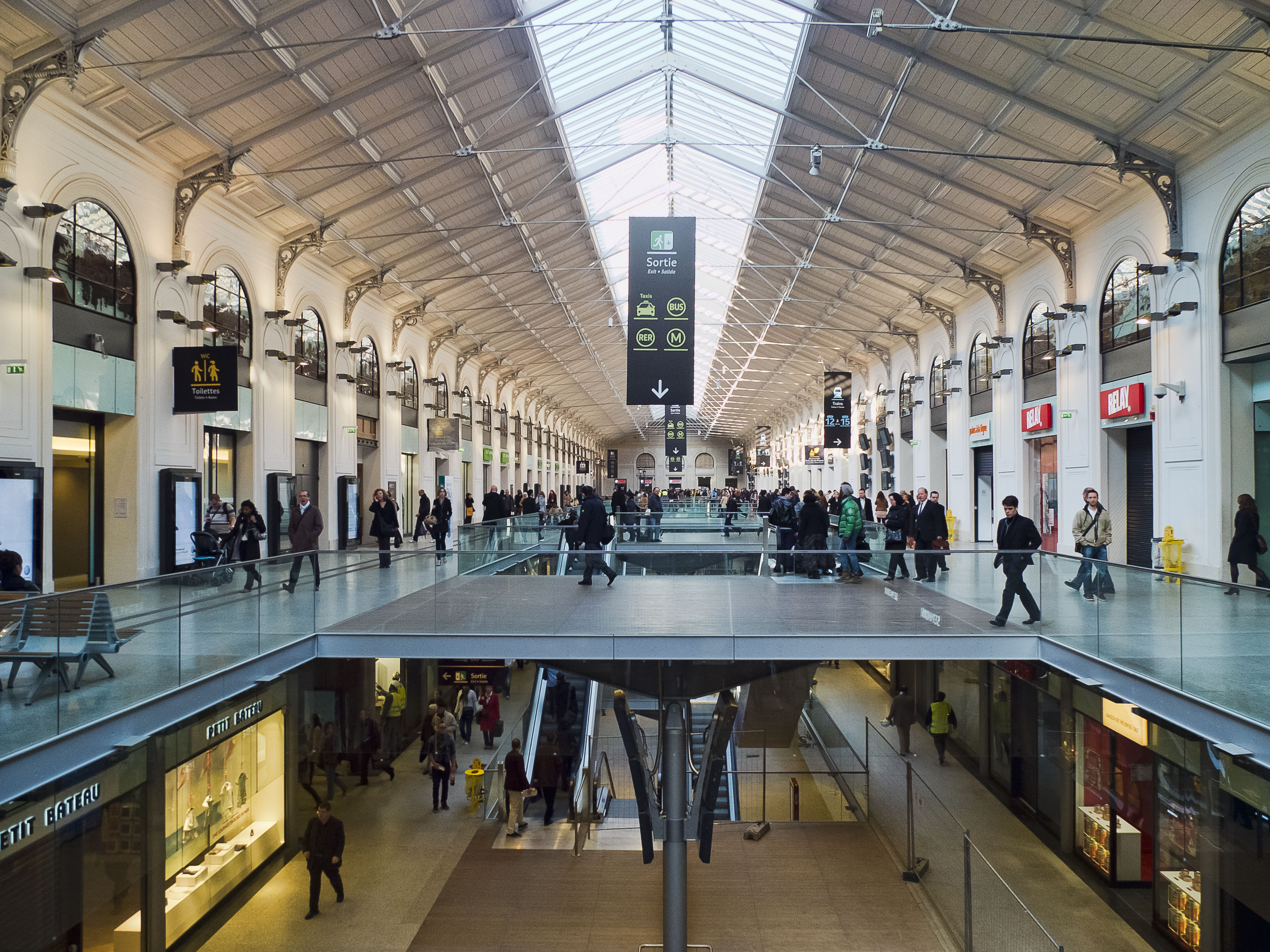
En mars 2012, le hall rénové de la gare accueille dorénavant un espace commercial.

De 2009 à 2012, la plus importante phase des travaux est engagée ; très délicate techniquement, elle a pour objet la modernisation du cœur de la gare avec la transformation de l'ancienne salle des pas perdus en centre commercial sur trois niveaux le long du hall long de 194 m (213 m en façade), la création d'un parc de stationnement souterrain et la création de liaisons plus simples avec le métro. La salle des pas perdus n'a en effet pas été rénovée depuis 1974, lors de la création d'une galerie marchande en sous-sol.
Avant de procéder aux travaux d'excavation, des éléments porteurs ont été mis en œuvre dans des puits blindés, avec des poteaux espacés de dix mètres. Afin d'éviter tout tassement de l'ancien bâtiment, ce dernier a été posé provisoirement sur des vérins, possédant la même charge de compression que celle de la structure définitive. Après cette phase de consolidation, 70 000 m3 de terre ont été excavés sous le bâtiment existant, sur une largeur de trente-trois mètres et une profondeur de douze mètres. Les déblais ont été évacués de nuit, pour ne pas engorger encore plus la circulation parisienne.
Le chantier subit de fortes contraintes : l'exploitation de la gare étant maintenue en permanence, il faut assurer en continu l'approvisionnement en eau et en énergie. Par ailleurs, il est indispensable de garantir la circulation la plus aisée possible et surtout la sécurité des voyageurs, dont le flux atteint 2 000 mouvements à la minute aux heures d'affluence. Pour cela, des tunnels suspendus sont aménagés entre le quai transversal et l'extérieur de la gare, afin d'assurer la correspondance avec le métro ou les bus. La verrière supérieure de la salle des pas perdus en acier et en bois et datant du XIXe siècle, a été surélevée afin de permettre la création d'un espace de ventilation. Celui-ci a pour but l'évacuation des fumées en cas d'incendie. Les travaux ont imposé de surveiller en permanence les déformations de la verrière et les mouvements du bâtiment. Un accès et une voie de circulation intérieure entre la cour d'Amsterdam et la rue de Rome ont été aménagés pour le passage des camions du chantier. Après la fin des travaux, ils sont utilisés par les camions de livraison et les bennes à ordures desservant les commerces en sous-sol.
Fin 2009, le bunker de la Seconde Guerre mondiale, implanté au premier sous-sol face aux voies 4 et 5 à l'arrière de l'ancienne galerie marchande a été détruit, car sa présence était incompatible avec les aménagements retenus. Le câble d'alimentation électrique de secours de la ligne E du RER, qui traversait auparavant la salle des pas perdus sur des haubans peu esthétiques, est détourné par les bureaux. Les 7 et 14 août 2010, se déroule une opération spectaculaire : trois groupes condensateurs destinés à la climatisation des nouveaux commerces sont héliportés de la porte de Clichy à la grande verrière des quais. Enfin, la soixantaine de verrières peintes qui ornaient la salle sont restaurées à la suite de celles du quai transversal. Deux nouvelles sont installées à l'occasion à l'extrémité de la galerie côté rue de Rome : elles représentent les gares de Saint-Pétersbourg et de Zurich, avec lesquelles la gare Saint-Lazare est jumelée.
Après trois ans d'une nouvelle phase de travaux de transformation, la nouvelle gare Saint-Lazare a été inaugurée le 21 mars 2012. La salle des pas perdus est désormais devenue un puits de lumière grâce à la mise en valeur de la verrière et à l'agencement des nouvelles quatre-vingts boutiques réparties sur trois niveaux ; elle est pourvue d'une vingtaine d'escalators, de 300 écrans d'information et d'un nouveau « confort acoustique ». Ainsi, la circulation des voyageurs a été fluidifiée et une salle d'attente a été ouverte,.

Salle des pas perdus
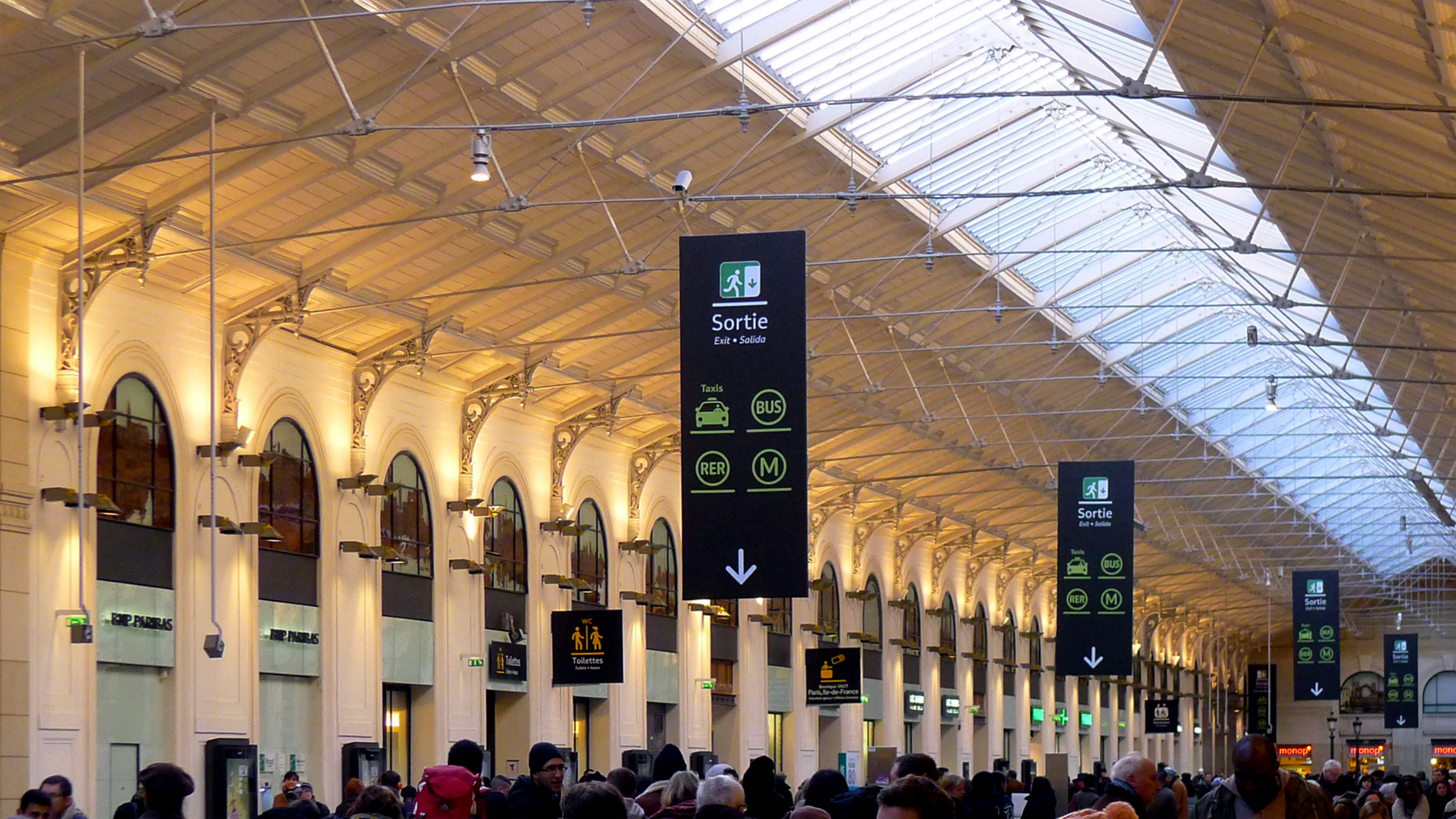
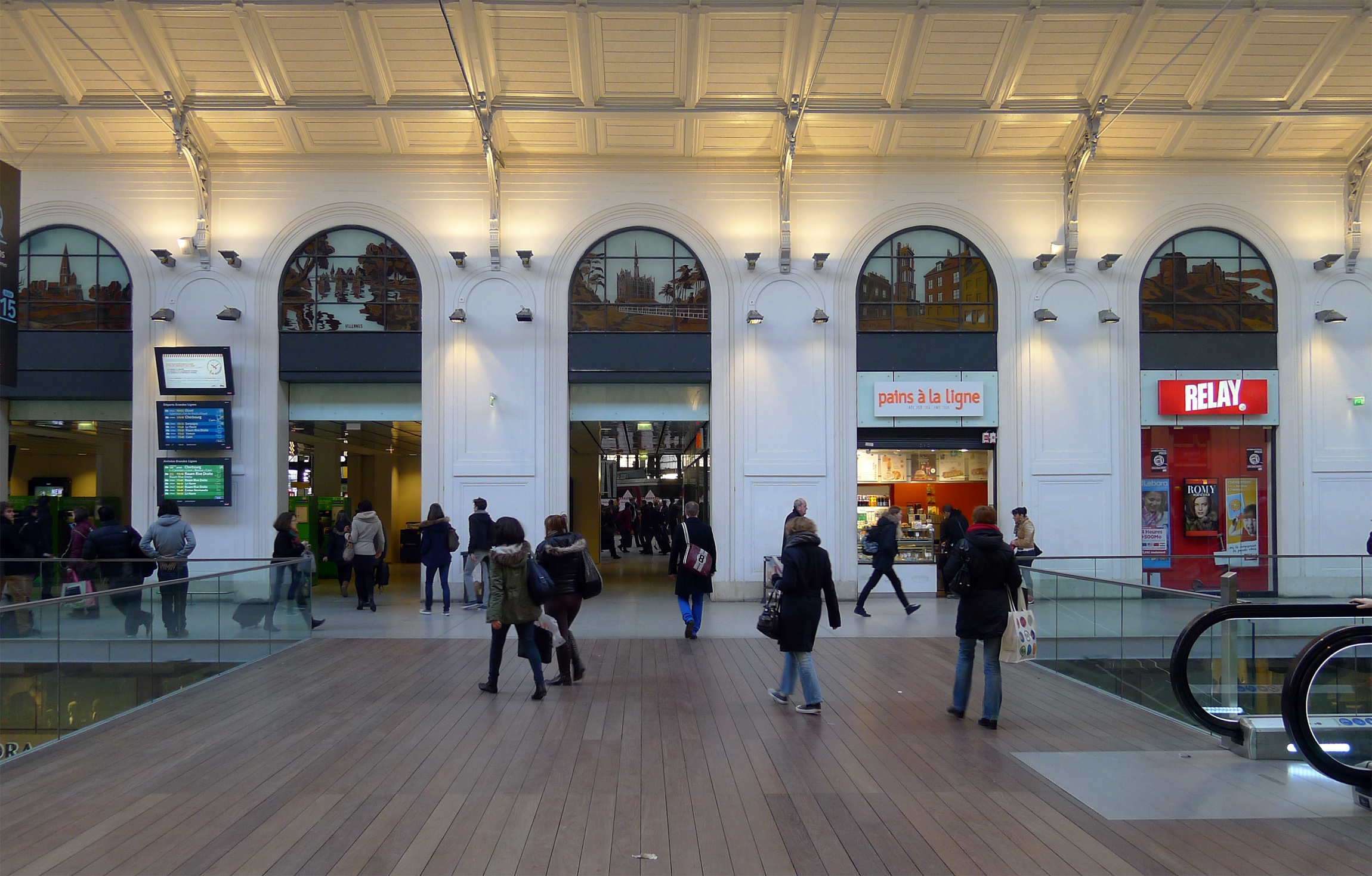

La gare se trouve aujourd'hui métamorphosée après avoir connu pratiquement dix ans de travaux. Pensée, selon ses promoteurs, comme un véritable lieu de vie ouvert sur la ville et ses transports, accessible à tous, la gare Saint-Lazare offre dorénavant de nombreux services et commerces. Si les améliorations sont saluées par la fédération nationale des associations d'usagers des transports (Fnaut), celle-ci rappelle toutefois que « les voyageurs attendent également une amélioration de la régularité des trains au départ de Saint-Lazare. L'association des voyageurs usagers des chemins de fer (AVUC) déplore, quant à elle, que de tels aménagements s'accompagnent d'une dégradation de certains services comme la réduction des horaires d'ouverture des guichets,.

#### 2013: poursuite des travaux
L'ultime volet du projet Saint-Lazare est la rénovation de mai 2013 jusqu'à début 2014 des deux parvis Rome et Havre et celle de la rue intérieure, entre le bâtiment principal et l'hôtel Hilton Paris Opéra. Ces lieux essentiels de passage et d'intermodalité devraient gagner en accessibilité et en fluidité, avec l'installation de bancs et d'arbres en pots sur un espace largement rendu aux piétons. Ainsi, les voyageurs et riverains pourront profiter de plus d’espace et de transparence, de grandes baies vitrées dévoilant le cœur de la gare depuis le parvis. Les deux statues du sculpteur Arman sont rénovées à l'occasion et des projecteurs, installés en toiture de l'hôtel, illumineront la façade du bâtiment des voyageurs. Une nouvelle station de taxi sera créée cour du Havre, tandis que la cour de Rome pourrait, à terme, accueillir des terminus d'autobus, des négociations étant entamées avec la mairie de Paris et la RATP afin que certaines lignes empruntent la rue Intérieure,. De plus, des travaux de rénovation de la passerelle dite de l'Impératrice, reliant la gare à l'hôtel, ont débuté en décembre 2013. L'ouvrage de Juste Lisch permettait aux riches voyageurs de gagner directement la gare depuis l'hôtel à l'abri des intempéries. Enfin, la marquise couvrant la façade de la gare a été reconstituée fin 2012.
En décembre 2017, les voies grandes lignes reçoivent des portiques de contrôle des billets pour les trains à destination de la Normandie.
Durant l'été 2019, afin de lutter contre la fraude, 140 nouveaux portiques de contrôle des titres de transports pour accéder aux quais des trains de banlieue, étudiés pour absorber un flux de 35 passagers au lieu de 21 pour les précédentes générations, sont mis en service.
Les 27 voies de la gare sont affectées de la manière suivante :
- 1 à 4 (groupe II) : Versailles-Rive-Droite et Saint-Nom-la-Bretèche ;
- 5 à 8 (groupe III) : Nanterre-Université, Maisons-Laffitte et Cergy-le-Haut ;
- 9 à 12 (groupes IV et VI) : Ermont - Eaubonne, Cormeilles-en-Parisis ;
- 13 à 17 (groupe V) : Mantes (par Poissy), Évreux, Vernon ;
- 18 à 27 : départs et arrivées grandes lignes, les voies 26 et 27 servant aussi aux trains du groupe VI vers Mantes (par Conflans-Sainte-Honorine), Pontoise et Gisors.

### Buffet de gare

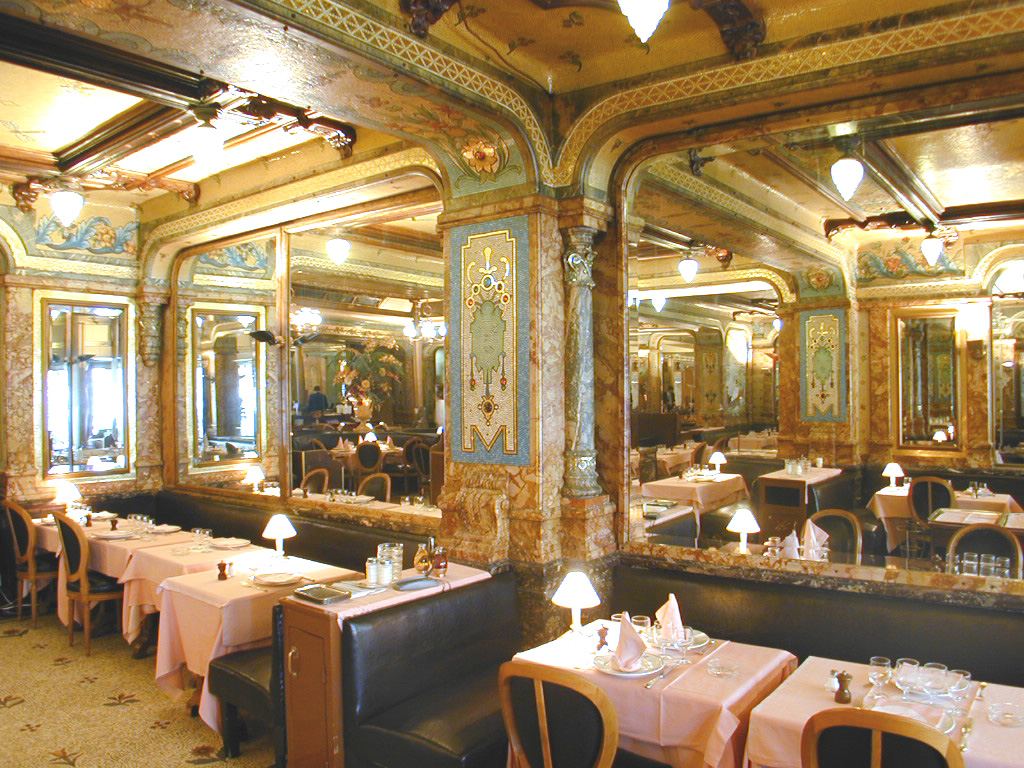
Intérieur de la Brasserie Mollard.

Le Buffet de la gare ne doit pas être confondu avec la Buvette ou le café de la gare.
Le restaurant du Café Terminus est célèbre pour avoir été le lieu d'un attentat anarchiste à la bombe commis le 12 février 1894 par Émile Henry. Il est situé face à la gare, rue Saint-Lazare, dans l'Hôtel Terminus (actuel Hilton Paris Opéra). La passerelle de style maritime qui permettait à la clientèle des trains-paquebots vers l'Amérique de passer directement de l'hôtel à la gare, puis qui fut utilisée comme Café panoramique jusqu'aux années 1970, est actuellement fermée.
La Brasserie Mollard, face à la gare, au décor de style Titanic, est aussi utilisée par les voyageurs comme buffet.
Ouvert le 9 septembre 2013, le restaurant Lazare du chef étoilé Éric Frechon est accessible depuis l'espace commercial de la gare et la rue Intérieure,.

## La gare dans la culture

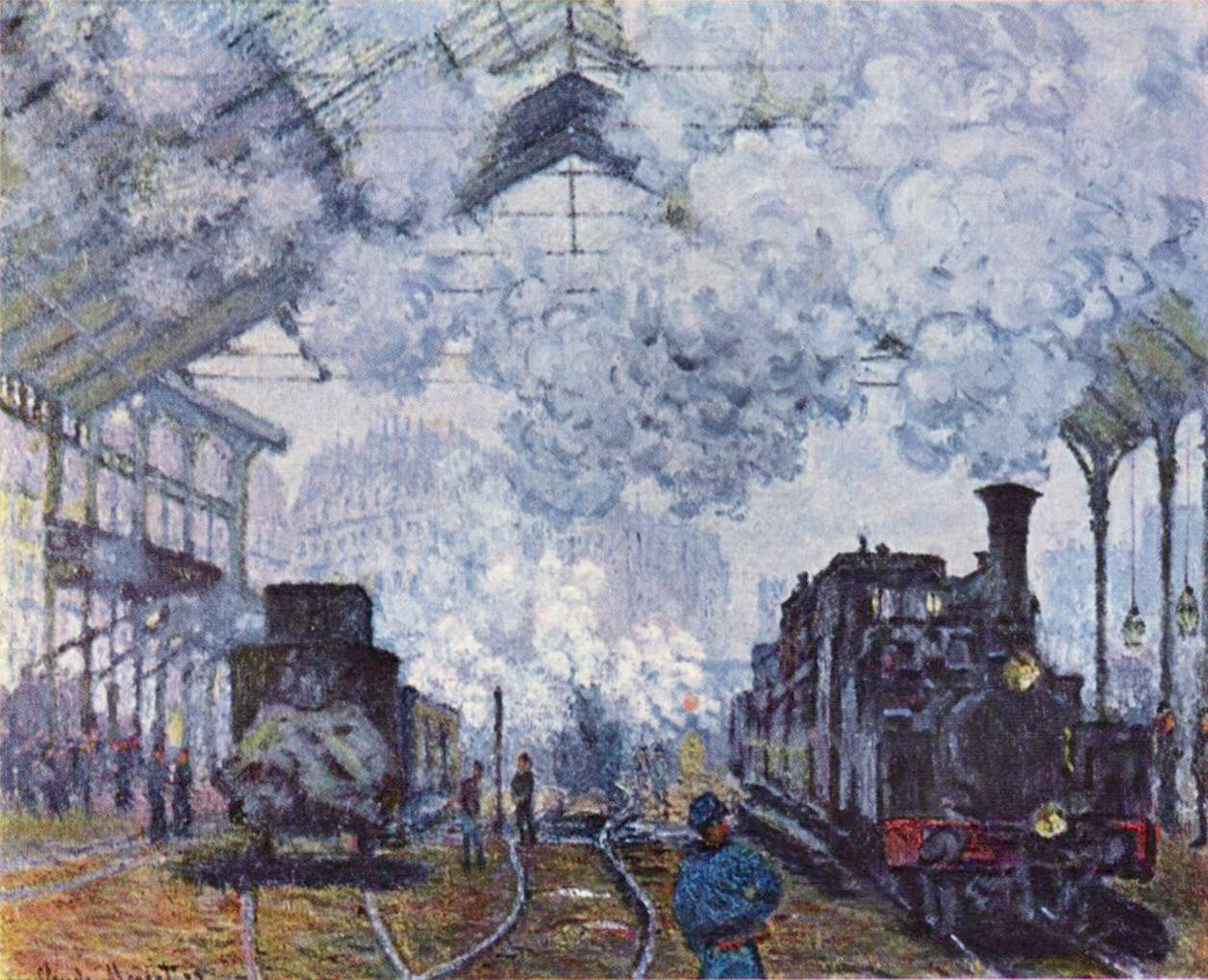
Claude Monet, La Gare Saint-Lazare, 1877.

En 1877, Claude Monet quitte Argenteuil pour Paris, où il emménage dans le lotissement de la Nouvelle Athènes, dans le quartier Saint-Georges. Après l'étude de la campagne plusieurs années durant, il est résolu à étudier le progrès technique, thème devenu très en vogue. Le peintre demande alors l'autorisation de travailler dans la gare Saint-Lazare, proche de son domicile. Il trouve l'inspiration dans la modernité et la mobilité du sujet, sa luminosité changeante, les nuages de vapeur. Il en réalise une série de douze peintures sous divers points de vue dont des vues du vaste hall, où il s'attache plus aux effets lumineux et aux couleurs qu'à une description détaillée de l'univers ferroviaire.

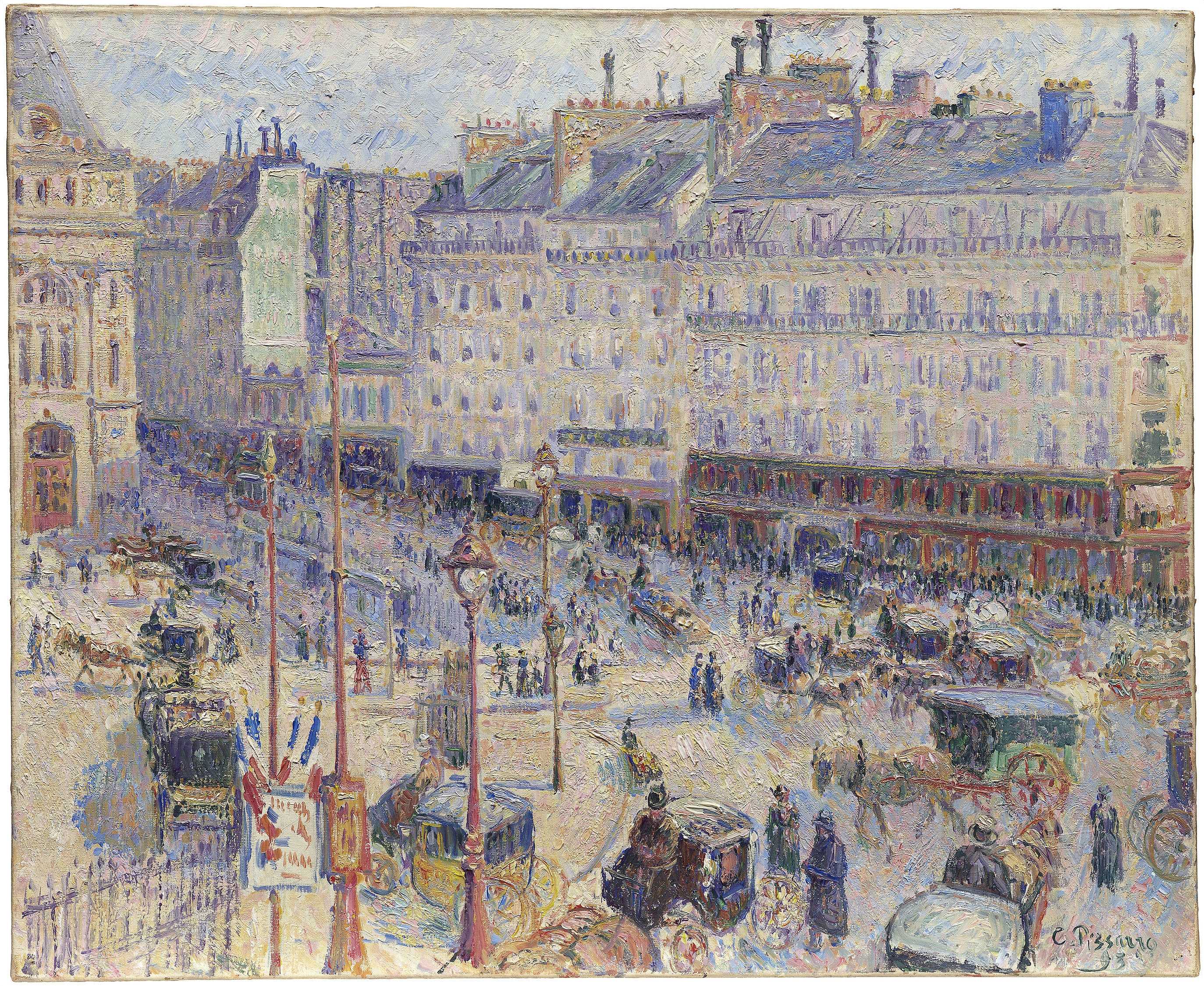
La Place du Havre (1893) par Camille Pissarro, Art Institute of Chicago.

Camille Pissarro loue des chambres d'hôtel dans Paris et réalise des vues du haut de l'immeuble où il séjourne. La Place du Havre, Paris est une scène animée par le bruit et le mouvement de la circulation et des piétons. C'est sa vue depuis sa fenêtre de l'hôtel Garnier à Paris, où il séjourna quelques semaines au début de 1893. Le bâtiment au bord gauche de la toile est la gare Saint-Lazare.
Plus récemment, du 15 au 21 mai 2012, le nouvel espace commercial accueille une expression d'art contemporain participatif initiée par l'artiste camerounais Pascale Marthine Tayou. L'artiste invite les passants à attacher 25 000 sacs plastiques colorés sur un filet géant.
Depuis 1985, deux œuvres d'art « accumulations » du peintre et sculpteur français Arman, hautes de cinq mètres, ont été placées dans les deux cours de la gare : Consigne à vie, représentant un empilement de valises, dans la cour de Rome et l'Heure de tous, représentant un empilement de pendules, dans la cour du Havre.
Au cinéma, La Bête humaine, film français de 1938 adapté du roman éponyme d'Émile Zola et réalisé par Jean Renoir, se déroule en partie dans la gare de Paris-Saint-Lazare et ses environs. Il est intéressant de voir la présence, en 1938, d'une publicité murale des Galeries Lafayette sur le fronton de la gare, du côté du pont de la place de l'Europe. La gare a également accueilli le tournage de la scène finale d'Un homme et une femme (1966) de Claude Lelouch, à savoir les retrouvailles d'Anne Gauthier (Anouk Aimée) et Jean-Louis Duroc (Jean-Louis Trintignant) sur un quai. En raison d'un budget limité, ce tournage a été effectué de manière improvisée au milieu des voyageurs, sans autorisation ni moyens spécifiques comme l'affrètement d'un train.
La gare est l'un des principaux lieux de tournage des épisodes de la série Paris-Saint-Lazare (1982). Elle est aussi visible au début de l'épisode La Tempête de la série télévisée d'animation Les Malheurs de Sophie (1998-1999).
La gare apparaît également dans les chansons : À la gare Saint-Lazare (paroles de Pierre Delanoë, musique de Jean Renard, Nouvelles Editions Meridian, sortie chez Polydor en 1962), qu'interprète Colette Deréal, lui est pratiquement entièrement dédiée, alors qu'elle n'est que fugacement citée dans la chanson Vesoul, écrite, composée et interprétée par Jacques Brel en 1968. On peut également citer Snack-bar gare Saint-Lazare, qui date de 1956 (paroles de Boris Vian et Géo Dorlis, musique de Louiguy).
Comme d'autres gares parisiennes, la gare Saint-Lazare, par le biais de son gestionnaire SNCF Gares & Connexions, offre à ses voyageurs plusieurs services culturels. Il s'agit, plus spécifiquement, de gare lives. Ces mini-concerts sont donnés par des artistes venus de tous horizons, offerts aux voyageurs désireux de se divertir. La gare est également équipée d'un piano en libre accès, que certains utilisent pour se détendre en attendant leur train, mais qui permet aussi à de jeunes talents de se faire repérer, comme ce fut le cas pour Vincent Vinel en 2016.
En 2021, la gare Saint-Lazare devait accueillir le musée Art ludique, premier musée au monde consacré aux industries créatives qui exposera les œuvres des artistes contemporains de la bande dessinée, du manga, du cinéma, de l'animation et du jeu vidéo. Situé derrière la grande horloge de la façade de la gare, sur une superficie de plus de 1 300 m2, le musée présentera une collection permanente évolutive, des ateliers d’initiations et des expositions temporaires consacrées aux artistes et aux studios internationaux de l’Art ludique. La gare devient ainsi la première au monde à accueillir un musée d’art,.

## Dépôts et ateliers
Le dépôt de locomotives se situait aux Batignolles ; il a disparu. La maintenance des engins moteurs est désormais assurée dans trois technicentres : Achères, le Val-Notre-Dame et Levallois.

## Fréquentation et lignes desservies
| Gare              | Nombre de trains | Nombre de trains | Nombre de trains | Nombre de trains | Nombre de voyageurs | Nombre de voyageurs | Nombre de voyageurs | Nombre de voyageurs |
| Gare              | Total            | Transilien       | TER Intercités   | TGV              | Total               | Transilien          | TER Intercités      | TGV                 |
| Saint-Lazare      | 1 212            | 91 %             | 9 %              | 0 %              | 359 200             | 87 %                | 13 %                | 0 %                 |
| Gare du Nord      | 786              | 58 %             | 24 %             | 18 %             | 247 000             | 49 %                | 28 %                | 23 %                |
| Gare Montparnasse | 482              | 55 %             | 14 %             | 31 %             | 149 000             | 45 %                | 16 %                | 39 %                |
| Gare de Lyon      | 301              | 23 %             | 8 %              | 69 %             | 124 000             | 27 %                | 12 %                | 61 %                |
| Gare de l'Est     | 364              | 58 %             | 15 %             | 27 %             | 100 800             | 64 %                | 8 %                 | 28 %                |
| Gare d'Austerlitz | 95               | 0 %              | 100 %            | 0 %              | 26 400              | 0 %                 | 100 %               | 0 %                 |
| Gare de Bercy     | 59               | 0 %              | 100 %            | 0 %              | 13 200              | 0 %                 | 100 %               | 0 %                 |

Dans la première moitié des années 2010, la gare Saint-Lazare est, de toutes les gares parisiennes, celle qui enregistre le plus grand nombre de trains au départ et le plus grand nombre de voyageurs (hors trafic RER). En semaine 1 200 trains quittent ou arrivent à Saint-Lazare quotidiennement et 360 000 voyageurs l'utilisent. La moitié du trafic de banlieue se fait au départ de la gare : il y représente 91 % des trains et 87 % des voyageurs. Contrairement aux quatre autres grandes gares parisiennes, Saint-Lazare n'accueille pas de ligne TGV, ni de ligne internationale. Dans les motifs de déplacement, domine le trajet domicile-travail (66 %). Suivent les loisirs et visites (14 %), les trajets domicile-études (11 %), puis les déplacements professionnels occasionnels (5 %). Comme pour toutes les autres gares parisiennes, le voyageur arrive ou poursuit son trajet en empruntant le métro ou le RER (69 %). La particularité de Saint-Lazare est la forte proportion de voyageurs utilisant la marche à pied (24 %, contre 10 à 12 % pour les autres gares). Cette proportion découle de la position de la gare au milieu du principal quartier d'affaires de Paris.
De 2015 à 2023, selon les estimations de la SNCF, la fréquentation annuelle de la gare s'élève aux nombres indiqués dans le tableau ci-dessous.
| Année                      | 2015        | 2016        | 2017        | 2018        | 2019        | 2020        | 2021        | 2022        | 2023        |
| -------------------------- | ----------- | ----------- | ----------- | ----------- | ----------- | ----------- | ----------- | ----------- | ----------- |
| Voyageurs                  | 107 165 727 | 108 771 941 | 109 956 754 | 108 075 780 | 107 340 421 | 114 468 385 | 91 502 192  | 102 910 589 | 103 453 620 |
| Voyageurs et non voyageurs | 142 887 636 | 145 029 255 | 146 609 005 | 144 101 040 | 143 120 561 | 152 624 513 | 122 002 923 | 137 214 119 | 137 938 160 |

### Transilien
La gare Saint-Lazare est à l'origine de nombreuses lignes assurant un important trafic de banlieue. Ces lignes sont réparties en cinq groupes de voies, possédant chacun leurs quais dédiés. Ils sont numérotés de II à VI (historiquement de I à VI, le groupe I étant celui de la défunte ligne d'Auteuil contigüe à la Petite Ceinture) en partant de la rue de Rome.
Les branches de la ligne J représentent 516 trains et 230 000 voyageurs par jour (en 2012). Celles de la ligne L représentent 650 trains et 304 000 voyageurs par jour (en 2012)[réf. souhaitée].

### RER E
En 1999, la ligne E du RER atteint les abords de la gare Saint-Lazare, que les voyageurs peuvent atteindre par la voie publique ou par des couloirs de correspondance. La ligne E n'est pas reliée aux voies de surface, mais dispose d'une gare souterraine spécifique dénommée Haussmann - Saint-Lazare. Cette gare, initialement en impasse, devient une gare de passage en mai 2024 à l'occasion de l'extension du RER E.

### Grandes lignes

Les différentes zones desservies en fonction de la gare parisienne d'origine (en 2014) ; celle de la gare Saint-Lazare est en jaune (exclusivement) et jaune-vert (avec Montparnasse).

Le trafic Grandes lignes de la gare a toujours été minoritaire par rapport au trafic de banlieue, contrairement aux autres gares tête de ligne parisiennes. Cela tient à la faible étendue géographique desservie, qui couvre seulement une partie de la Normandie, avec des terminus sur les côtes de la Manche, entre Dieppe au nord-est et Cherbourg au nord-ouest.

## Transports publics

### RER

#### RER E (Eole)
L'une des sorties de la gare souterraine d'Haussmann - Saint-Lazare, desservie par la ligne E du RER, débouche dans la cour de Rome, devant la gare Saint-Lazare.
Il est possible, depuis Haussmann - Saint-Lazare, de rejoindre les lignes de métro 7 et 8 à la station Opéra, en passant par la gare d'Auber desservie par la ligne A du RER.

#### RER A
Sur le RER A en cas de rupture d'interconnexion à Nanterre-Préfecture, les trains à destination de Cergy-le-Haut étaient terminus et origine Paris-Saint-Lazare, en rejoignant le trajet normal à partir de Houilles - Carrières-sur-Seine. Cette mesure a été supprimée en 2014 lorsque les MI 84 ont été remplacés par les MI 2N et les MI 09, ces derniers étant plus longs et ne pouvant pas être reçus à quai à la gare Saint-Lazare. Les trains en direction de Poissy sont remplacés par les trains de la ligne L de Paris à Maisons-Laffitte, prolongés jusqu'à Poissy, ou par ceux de la ligne J desservant toutes les gares de la branche de Poissy du RER A.

### Métro
La station de métro Saint-Lazare se trouve sur les lignes 3, 12, 13 et 14. Un couloir relie la station Saint-Augustin de la ligne 9 à la station Saint-Lazare de la ligne 14 et, en conséquence, à la gare Saint-Lazare. Il est possible de rejoindre la station Opéra depuis Saint-Augustin et Saint-Lazare en se rendant sur les quais de la gare d'Haussmann - Saint-Lazare, desservie par la ligne E du RER, puis en empruntant les couloirs menant aux lignes de métro 7 et 8 à la station Opéra ainsi qu'à la gare d'Auber desservie par la ligne A du RER.

### Lignes de bus
La gare est desservie par les lignes 20, 21, 22, 26, 27, 28, 29, 32, 43, 66, 80, 94 et 95 du réseau de bus RATP et, la nuit, par les lignes N01, N02, N15, N16, N51, N52, N53, N150, N151, N152, N153, N154 et N155 du réseau Noctilien.

## Documentaire
- Samuel Luret et Benoît Hopquin (écriture), Benoît Grimont (réalisation), Paris Saint-Lazare - Terminus des oubliés, 52 minutes, Morgane Production, 2010, France[45].

## Galerie de photographies

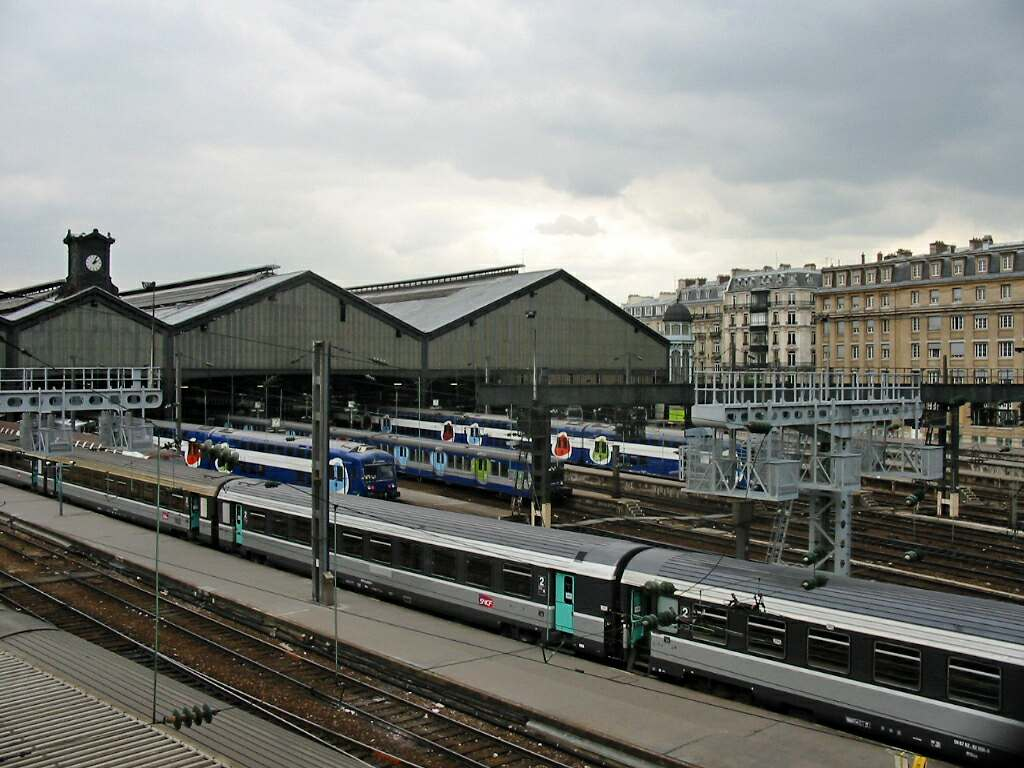
La gare, vue du pont de l'Europe.
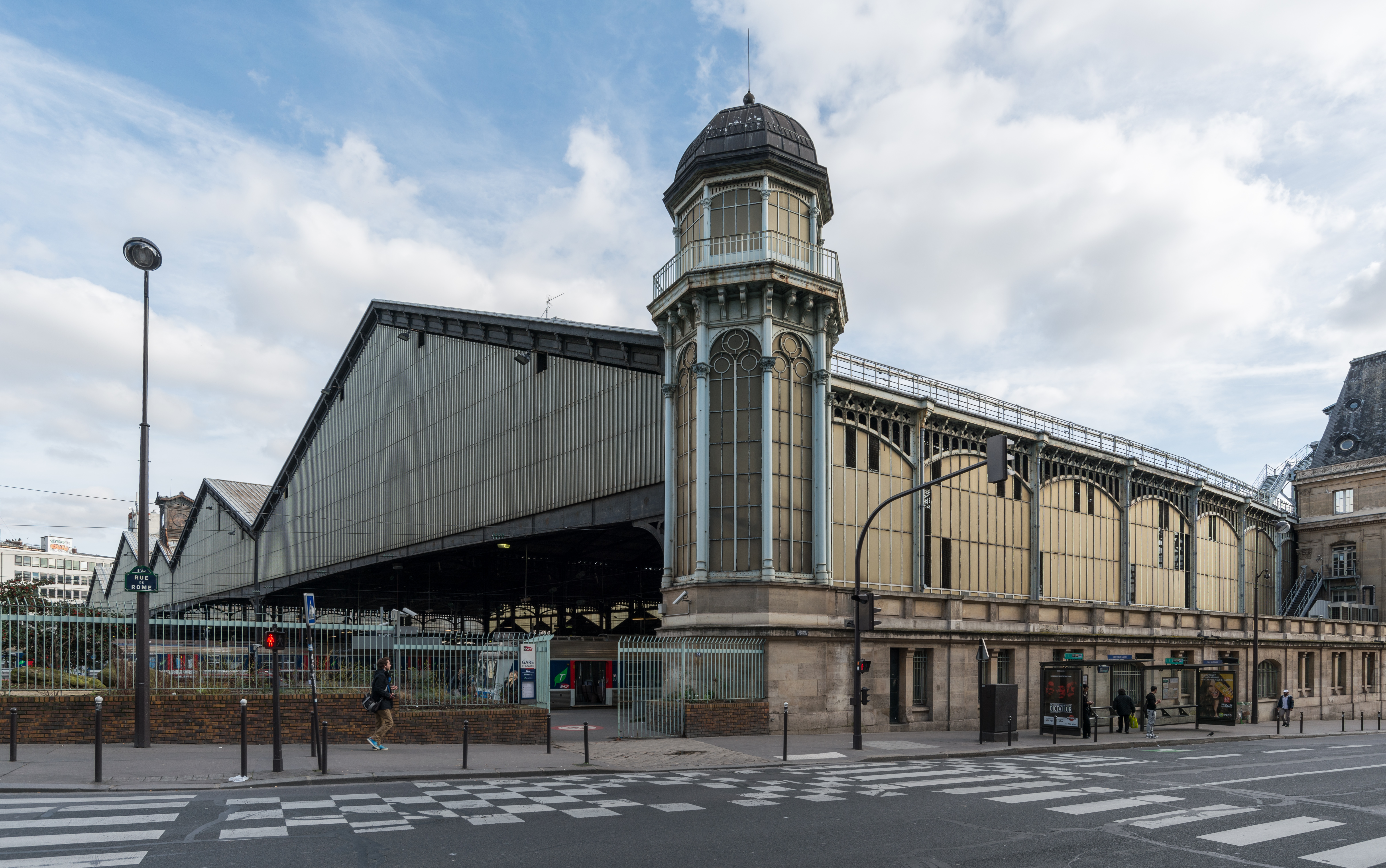
La gare, côté rue de Rome.
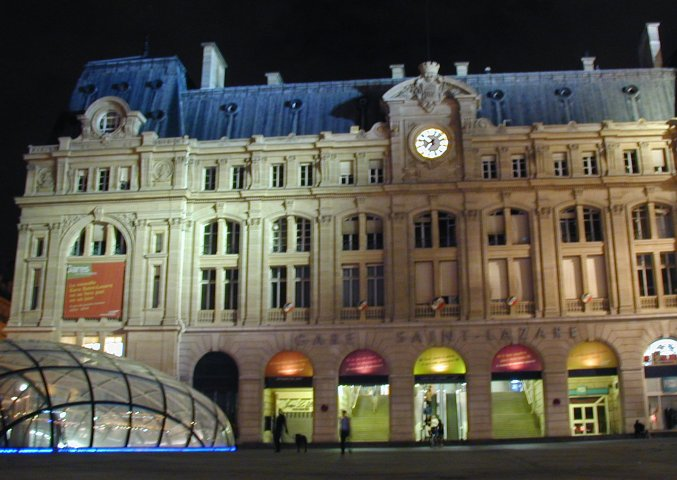
Façade de la gare côté rue de Rome, de nuit, avec l'édicule de verre réalisé par Jean-Marie Charpentier.
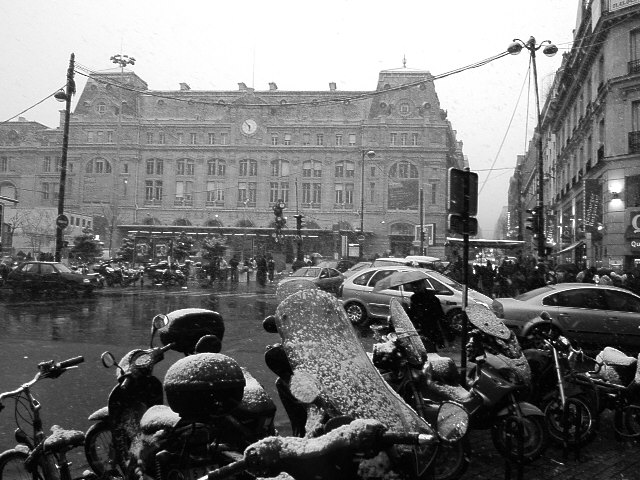
La gare, côté rue d'Amsterdam.